# Partij van de Arbeid van België
De Partij van de Arbeid van België (PVDA; Frans: Parti du travail de Belgique, PTB), is een marxistische politieke partij in België. Het is de enige nationale, unitaire partij met federale verkozenen sinds 1985. De PVDA wordt sinds 2021 voorgezeten door Raoul Hedebouw en telt 28.000 leden.
De Partij van de Arbeid werd opgericht in 1979 als voortzetting van de maoïstische beweging AMADA en bleef lange tijd een kleine partij. In 2008 trad Peter Mertens aan als voorzitter, vernieuwde de partij en nam ze verder afstand van het dogmatisme. Hierna brak de partij stapsgewijs door in verkiezingen op alle niveaus. In 2014 won ze haar eerste zetels in gewestelijke en federale parlementen. Sinds 2019 is ze vertegenwoordigd in het Europees Parlement, de Kamer van volksvertegenwoordigers, de Senaat, het Waals Parlement, het Parlement van de Franse Gemeenschap, het Brussels Hoofdstedelijk Parlement, het Vlaams Parlement, drie provincieraden, 49 gemeenteraden en negen Antwerpse districtsraden. Bij de samenvallende verkiezingen van 2024 werd PVDA de vierde partij van het land. De partij bestuurde voor het eerst lokaal mee in het Antwerpse district Borgerhout (2012–2024) en de Oost-Vlaamse gemeente Zelzate (2018–2024) en treedt na de gemeenteraadsverkiezingen van 2024 aan in linkse coalities in Bergen, Sint-Jans-Molenbeek en Vorst.
Volgens de statuten is de PVDA een "eigentijdse communistische partij" en streeft ze naar een "socialisme 2.0". De PVDA is de meest linkse partij met nationale vertegenwoordiging in België. Academici omschrijven de partij als radicaal-links. De belangrijkste standpunten van de PVDA zijn een miljonairstaks, de fiscale achterpoortjes voor multinationals sluiten, hogere lonen, de afschaffing van de btw op basisproducten, de vertrekpremie van parlementsleden afschaffen en minder ministers.
Het ledenblad van de PVDA heet Solidair. Sinds 1971 organiseert de partij Geneeskunde voor het Volk (GVHV), een netwerk van 11 dokterspraktijken. Sinds 2010 organiseren Solidair en GVHV het jaarlijks festival ManiFiesta. Pioniers, RedFox en Comac zijn de jongerenbewegingen en Zelle de vrouwenbeweging.

## Geschiedenis

### 1979–1999
De dood van Mao Zedong in 1976 en de economische politiek in China onder leiding van Deng Xiaoping dompelde links in het algemeen en het communisme in het bijzonder in een existentiële crisis. De leiding van AMADA stichtte op 4 november 1979 de Partij van de Arbeid, een klassiek ogende communistische partij. Op het stichtingscongres in het Rogiercentrum in Brussel waren 4000 aanwezigen. Er werden nieuwe statuten aangenomen waarin het marxisme-leninisme, het denken van Mao Zedong en leninistische organisatieprincipes zoals democratisch centralisme centraal stonden. De partij wilde komaf maken met dogmatisme en sektarisme en wilde het open debat bevorderen. De interne structuur werd opener en de partij ging sterk inzetten op vakbondswerk. De partijleiding besloot een partijblad te maken, Konkreet/Concret, dat in 1982 Solidair/Solidaire zou worden. Het partijprogramma van de PVDA bevatte een luik over het socialisme en een luik met een minimumprogramma voor sociale vooruitgang, democratie en vrede. De partij pleitte onder andere voor de nationalisering van de economische sleutelsectoren.
Op een tweede congres in 1983 wilde de leiding de partij behoeden voor het lot dat andere communistische partijen op dat ogenblik ondergingen: neergang en ideologische afzwakking. Ze bevestigde opnieuw haar uitgangspunten en consolideerde de kern van de organisatie, maar maakte zo weer een einde aan de open cultuur. In de internationale politiek hield ze vast aan de maoïstische driewereldentheorie, die stelde dat de sociaal-imperialistische Sovjet-Unie een even gevaarlijke grootmacht was als de Verenigde Staten, een analyse die de partij later als fout en sektarisch bestempelde. In 1984 kocht de partij met de financiële steun van leden en sympathisanten haar hoofdkwartier aan de Maurice Lemonnierlaan in Brussel.

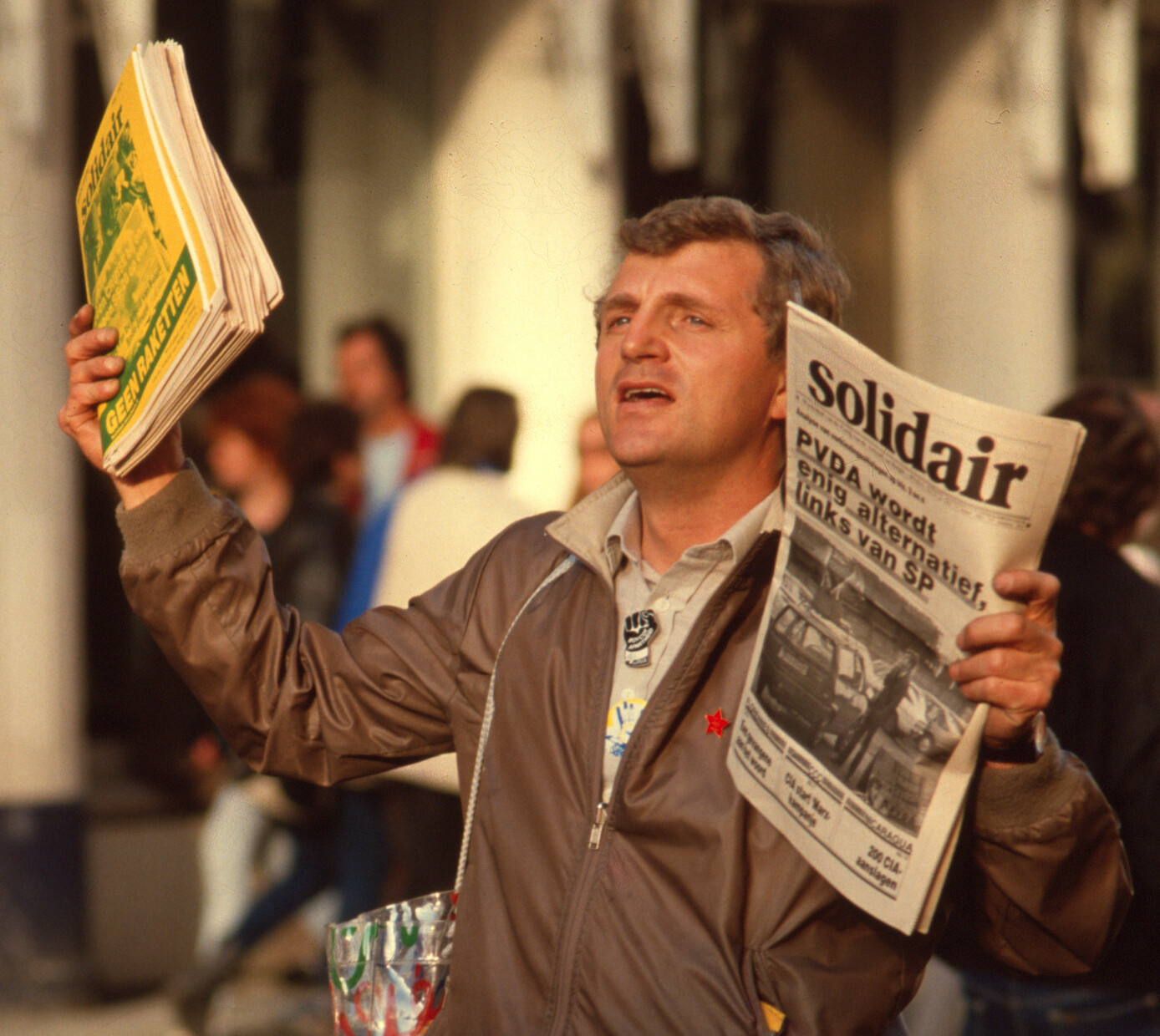
Kris Merckx, een van de grondleggers van de PVDA en van Geneeskunde voor het Volk, verkoopt Solidair-krantjes tijdens een betoging in 1985.

In de jaren 80 nam PVDA deel aan de vredesbeweging en kantte ze zich tegen de wapenwedloop en de plaatsing van raketten. De partij zette zich ook in tegen de sluitingsplannen voor de Limburgse steenkoolmijnen. PVDA-militanten waren actief in de strijdbastions van de Cockerill Yards in Hoboken, de Boelwerf in Temse, de Waalse staalindustrie en de Limburgse mijnen. Dankzij haar verzet tegen het besparingsplan van de regering-Martens VI werd de PVDA bekend onder de slogan 'Doe de rijken de crisis betalen'. Op een derde congres in 1988 maakte de partij de balans op van de strijdbewegingen van het voorgaande decennium. Er werd een pleidooi gehouden voor strijdsyndicalisme in het kader van respect voor en eenheid met de vakbonden. Ook de internationalisering van de economie, de opkomst van de nieuwe technologieën en de nieuwe samenstelling van de arbeidersklasse kwamen aan bod.
De partij wilde zich tegen midden jaren 80 profileren als de belangrijkste radicaal-linkse partij van het land. Ze nam deel aan verkiezingen, maar zonder veel succes. Enkel bij lokale verkiezingen in plaatsen als Antwerpen, Herstal, Zelzate en Genk haalde ze zetels. In 1985 verdwenen de laatste KP'ers uit het parlement en de PVDA raakte niet voorbij 0,7% nationaal en 2,8% in het arrondissement Antwerpen.
Eind jaren 80 begon de houding over de socialistische regimes in het buitenland te veranderen. De PVDA ging genuanceerder kijken naar de Sovjet-Unie en het Oostblok. Het aantreden van Gorbatsjov leek kansen te bieden voor de Sovjet-Unie, terwijl de PVDA China zag afwijken van het socialisme. De opstanden in Oost-Europa zag de partij als contrarevoluties, ook al had ze kritiek op de Oostblokregimes, die men revisionisme verweet. Daarmee maakte de partij een heel andere analyse dan de Kommunistische Partij van België en de trotskisten, die de opstanden beiden toejuichten. Deze gebeurtenissen, alsook de goedkeuring van het neerslaan van het Tiananmenprotest en de verdediging van het regime van Ceaușescu, zorgden voor een crisis binnen de partij, waardoor verschillende kaders de partij verlieten. Ook in de jaren 1990 onderhielden Ludo Martens en enkele andere partijleden nog banden met Noord-Korea.
Aan deze houding kwam langzaam verandering in de loop van de jaren 90. Toenmalig partijvoorzitter Ludo Martens verbleef sinds 1997 voornamelijk in Congo en de partijleiding werd waargenomen door algemeen secretaris Nadine Rosa-Rosso. De partij corrigeerde haar koers, kwam versterkt uit haar interne crisis en groeide tegen het jaar 2000 uit tot "de voornaamste radicaal-linkse pool van België".

### Jaren 2000

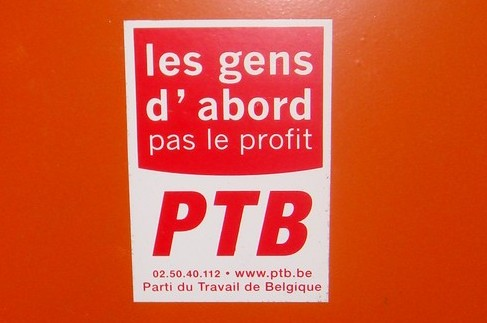
Een PVDA-poster in Brussel in 2008, met de boodschap: Eerst de mensen, niet de winst.

Tijdens de Belgische gemeente-, districts- en provincieraadsverkiezingen in 2000 won de PVDA twee zetels in Zelzate en twee in Herstal. In Hoboken, waar de partij ooit haar eerste gemeenteraadszetels veroverde, ging huisarts Mie Branders in de districtsraad zetelen.
In 2003 telde de partij 800 leden in een 80-tal afdelingen. Bij de federale verkiezingen van dat jaar vormde de PVDA het kartel Resist met de Arabisch-Europese Liga (AEL) van Dyab Abou Jahjah en enkele onafhankelijken. Zowel voor Kamer als Senaat haalde het kartel uiteindelijk minder stemmen dan de PVDA vier jaar eerder bij de federale verkiezingen van 1999.
De nederlaag in 2003 luidde een crisis in binnen de partij, waarbij onder andere algemeen secretaris Nadine Rosa-Rossa bekritiseerd werd. Later zei Peter Mertens over de periode: "Toen zijn we echt met onze kop tegen de muur gelopen en beseften we dat het zo niet verder kon. Het was vernieuwen of afsterven." In 2004 werd Mertens verkozen tot het dagelijks bestuur en begon de partij met een vernieuwingsoperatie. Als deel van de vernieuwing ging PVDA oplossingen uitwerken voor concrete, soms kleine problemen die leven onder de bevolking, in plaats van meteen grote oplossingen voor te stellen. "[Er is] lange tijd een afkeer geweest van eenvoudige taal en concrete oplossingen", liet Mertens optekenen.
Tijdens de Europese en Vlaamse verkiezingen van 2004 haalde de PVDA opnieuw gemiddeld zo'n 1% van de stemmen, met enkele lokale uitschieters. De nummer één op de Europese lijst van de PVDA+, zo genoemd omdat ook niet-leden van de PVDA op de lijst stonden, was Kris Merckx. Andere bekenden op de lijst waren acteur Dirk Tuypens en mediafiguur Jonas Geirnaert.
Bij de gemeenteraadsverkiezingen van 2006 groeide de PVDA in Zelzate tot 21,67% (+8,9%). De partij veroverde daarmee 6 van de 23 zetels. Ook in de stad Antwerpen ging de PVDA vooruit. In de districtsraad van Hoboken won de partij één extra zetel (8,27% van de stemmen), waardoor ze op de wip zat voor een brede coalitie die het Vlaams Belang uit het districtsbestuur kon houden. Ook in het district Deurne haalde de PVDA met 4,43% een zetel. In de Limburgse gemeente Lommel haalde Staf Hendrickx, arts bij Geneeskunde voor het Volk, zijn zetel op een eenheidslijst. In Genk keerde de partij na enkele legislaturen terug in de gemeenteraad. Over heel het land behaalde de PVDA/PTB 16 zetels: een verdrievoudiging van het resultaat uit 2000.
Bij de federale verkiezingen van 2007, voor de federale Kamer en Senaat, haalde de PVDA in Vlaanderen voor de Kamer 0,9% en voor de Senaat 0,8%. Vooraf werd een samenwerking met het radicaal-linkse Comité voor een Andere Politiek (CAP) onderzocht, maar de PVDA haakte af toen bleek dat Jef Sleeckx niet zou opkomen.
In 2007 begon het Vernieuwingscongres van de PVDA, waaraan 460 afgevaardigden deelnamen. Op de slotdag, op 2 maart 2008, werd Peter Mertens verkozen als opvolger van partijvoorzitter Ludo Martens, die met gezondheidsproblemen kampte. Na afloop van het congres zwoer de partij het stalinisme en maoïsme definitief af, nam ze afstand van autoritaire regimes, en verklaarde Mertens dat de partij het "belerende vingertje" en de "grote theorieën" achterwege zou laten. Over de nieuwe visie op de richting die de partij moest uitgaan schreef Mertens in 2009 het boek Op mensenmaat. Volgens Mertens zou de partij voortaan vertrekken vanuit de concrete problemen van de mensen, waarbij het werk van Dirk Van Duppen rond het kiwimodel als voorbeeld moest dienen. In Op mensenmaat lanceerde Mertens ook voor het eerst het voorstel van een miljonairstaks, een voorstel om belastingen te heffen op het vermogen van de 2% allerrijksten in België. Marx en diens kritiek op het kapitalisme bleven wel de inspiratiebron voor de partij. Volgens het Britse socialistische blad Tribune speelden "de reorganisatie van de partij en het vernieuwingsproces van het congres van 2008" een "cruciale rol" die toelaat om zich op te werpen als "een geloofwaardig alternatief, met zowel een sociaal als een ecologisch discours, maar ook praktische oplossingen voor de economische problemen veroorzaakt door de financiële crisis." Tussen 2003 en 2008 steeg het ledenaantal van de partij van 800 naar 2800 en telde ze 120 actieve groepen.
In 2009 riep de Antwerpse afdeling van de KP op om voor Peter Mertens te stemmen met het argument de linkse progressieve stemmen niet te verdelen. Dit betekende een breuk met het verleden, waarin beide partijen een verkrampte houding ten overstaan van elkaar hadden. Dat jaar behaalde de PVDA zowel bij de Vlaamse regionale verkiezingen als bij de Europese verkiezingen (in het Nederlands kiescollege) 1% van de stemmen. Daarbij werden de hoogste scores opgetekend in de steden Genk (3%), Antwerpen (2,5%) en Gent (1,8%). In het Oost-Vlaamse kanton Assenede, waar de gemeente Zelzate deel van uitmaakt, haalde de partij 6,7%. De PVDA slaagde erin om het aantal stemmen met 40% te vermeerderen in vergelijking met de regionale verkiezingen van 2004. In het Franstalige landsgedeelte waren er hoge scores in de kantons Herstal (7,8%), Seraing (4,2%), La Louvière (3,9%) en Luik (2,6%).
Ook bij de federale verkiezingen van 2010 boekte de PVDA een kleine winst en groeide in Vlaanderen naar 1,3% (+0,4) van de stemmen voor de Kamer en naar 1,4% (+0,5) voor de Senaat. Vooral in de grote steden werd vooruitgang geboekt met onder meer hoge scores in het kanton Antwerpen (4,1%) en Luik (4,2%). De hoogste scores werden behaald in de kantons Herstal (9,8%), Assenede (7,5%) en Seraing (7,3%), plaatsen waar de PVDA traditioneel sterk stond.
Om een breder publiek aan te spreken, organiseert de PVDA sinds 2010 via het partijblad Solidair samen met Geneeskunde voor het Volk het jaarlijks festival ManiFiesta.

### Jaren 2010 en 2020

#### Lokale verkiezingen 2012

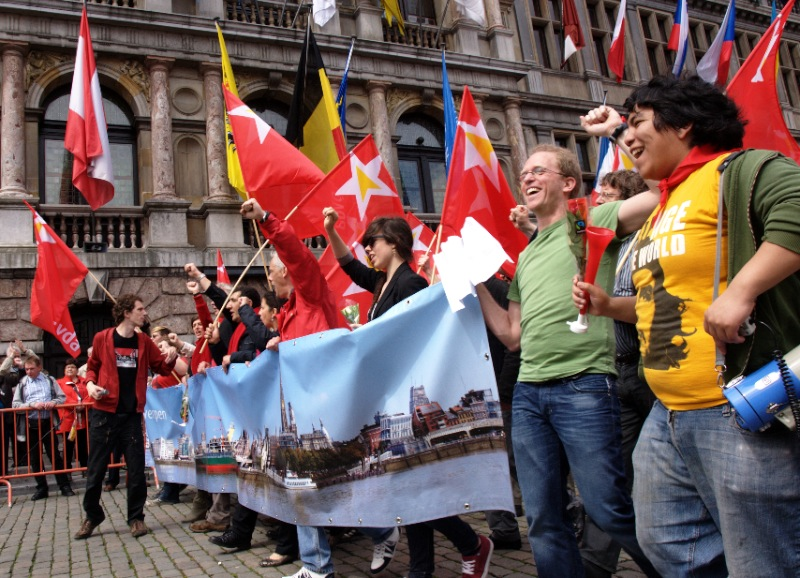
PVDA op de Dag van de Arbeid 2012 in Antwerpen

Bij de gemeente-, districts- en provincieraadsverkiezingen van 14 oktober 2012 kwam de PVDA op in 42 districten en gemeenten. Ten aanzien van de lokale verkiezingen van 2006 waren dit 15 lijsten meer. Ook kwam ze op in alle Belgische provincies. Voorzitter Mertens hoopte om de bestaande zetels te behouden en door te breken in drie grote steden: Antwerpen, Luik en Molenbeek. Aan de vooravond van de verkiezingen speculeerden verschillende politici en opiniemakers dat het resultaat van PVDA de "grote verrassing" van de verkiezingen zou worden. De partij slaagde in haar opzet: in Antwerpen behaalde de lijst vier zetels, in Luik twee zetels en in Molenbeek een zetel. Ook elders werd winst geboekt. De partij steeg van 15 verkozenen in 2006 naar 52 verkozenen in 2012 (31 gemeenteraadsleden, 4 provincieraadsleden en 17 districtsraadsleden).
Door een bestuursakkoord tussen het plaatselijk sp.a-Groen-kartel, een onafhankelijke en de PVDA in het district Borgerhout kreeg de PVDA haar eerste schepen ooit: daar werd Zohra Othman schepen van Jeugd, Diversiteit en Samenlevingsopbouw. Op 27 februari 2013 werd Antwerps gemeenteraadslid Frank Hosteaux dan weer geschrapt uit de gemeenteraadsfractie van de PVDA. Hij zou uit de partij zijn gezet na een aanslepend conflict met de partijtop, die hem verweet dat hij te ver afweek van de partijlijn. Hosteaux, die in januari 2011 de overstap maakte van de sp.a naar de PVDA, zou tot het einde van zijn mandaat zetelen als onafhankelijk gemeenteraadslid. Op 22 september 2014 nam Hosteaux evenwel ontslag uit de Antwerpse gemeenteraad. Dirk Van Duppen, opnieuw een dokter en tot dan OCMW-raadslid, nam zijn plaats in.

#### Verkiezingen 2014
In de aanloop naar de Europese, federale en regionale verkiezingen van 25 mei 2014 flirtte de partij in verschillende kieskringen met de kiesdrempel tijdens de peilingen. Tal van bekende Vlamingen en vakbondsmensen spraken hun steun uit voor de partij onder de slogan 'Ik versterk links!', waaronder Ben Rottiers, An Nelissen, Warre Borgmans, Rachida Lamrabet, Eric Baranyanka, Bülent Öztürk, Rachida Ahali, Robbe De Hert, Kris De Smet, Nigel Williams, Deborah Ostrega, Jan Blommaert, Dirk Tuypens en Mong Rosseel. LSP, SAP en Rood! dienden geen eigen lijsten in en steunden in meer of mindere mate de PVDA. Voor de Brusselse verkiezingen ging de partij een lijstverbinding aan met de Piratenpartij, BUB en Pro Bruxsel. De partij werd niet opgenomen in de stemtests van onder andere de openbare oproep.

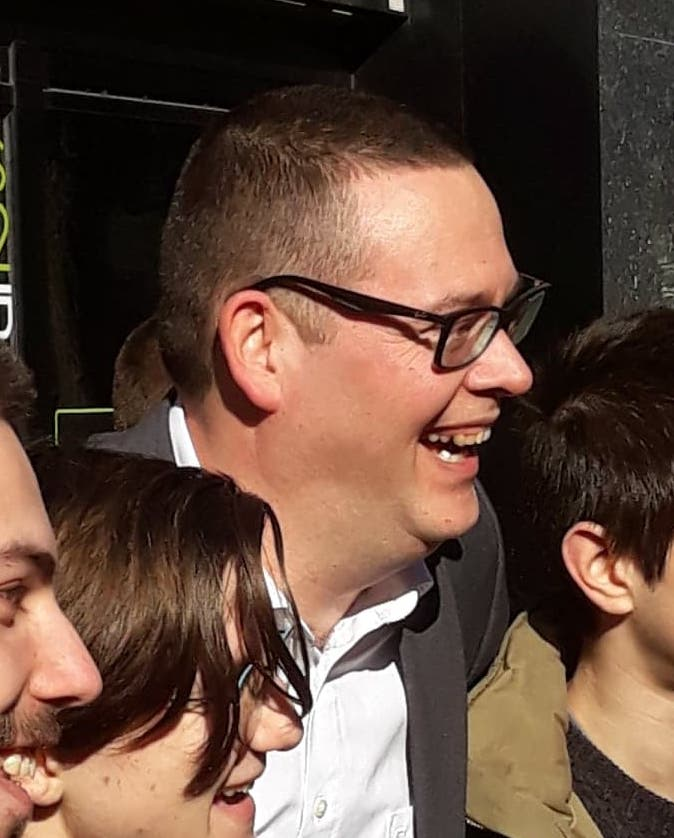
In 2014 werd Raoul Hedebouw samen met Marco Van Hees verkozen tot de Kamer.

In de federale verkiezingen klom de partij voor het eerst over de kiesdrempel in de kieskringen Luik en Henegouwen, waar respectievelijk Raoul Hedebouw en Marco Van Hees tot de Kamer werden verkozen. Bij de Waalse verkiezingen behaalde ze 5,76% in heel Wallonië en won ze twee verkozenen in Luik. In de kieskring Antwerpen bleef de partij onder de kiesdrempel, met 3,88% (Vlaams) en 4,52% (federaal). In het Brussels Hoofdstedelijk Parlement werden vier zetels binnengehaald. Over de provinciegrenzen heen kreeg de partij in Wallonië 117.882 (5,76%) stemmen in de Waalse verkiezingen, 106.114 (2,53%) in de Vlaamse verkiezingen en 15.777 (3,86%) in de Brusselse verkiezingen. Voor de federale verkiezingen stemden 251.276 (3,7%) Belgen voor de partij.
Medio juni 2014 diende de PVDA een verzoekschrift in bij de Raad van State tegen de berekeningswijze van de Senaat waardoor ze geen recht heeft op een deelstaatsenator. De partij meende – op basis van het principe van de evenredige vertegenwoordiging – recht te hebben op de 7de Senaatszetel aangezien ze in Wallonië en Brussel samen 133.659 stemmen (5,44%) behaalde, wat 40.000 stemmen meer is dan de 91.513 waarmee deze zetel werd toegewezen aan de MR. Tevens ging ze in beroep bij het Parlement van de Franse Gemeenschap om een van de 19 Brusselse zetels te krijgen waar de PVDA recht op meende te hebben.
In 2015 organiseerde de partij onder de titel 'verbreden, verbinden, verdiepen' haar Solidariteitscongres, waarop de vernieuwingsbeweging werd voortgezet en het project voor een Socialisme 2.0 werd uitgewerkt. Mertens werd herverkozen als voorzitter. In 2015 telde de partij 8500 leden en 280 afdelingen.
In mei 2016 diende de partij, samen met de consumentenorganisatie Test-Aankoop, een verzoekschrift in bij Grondwettelijk Hof om de afschaffing van de Vlaamse Heffing Elektriciteitsafname, de zogenaamde Turteltaks, te eisen op basis van het principe non bis in idem (je kan hetzelfde object niet tweemaal belasten). Op 22 juni 2017 werden de eisers in het gelijk gesteld: de Turteltaks was onwettig.

#### Lokale verkiezingen 2018

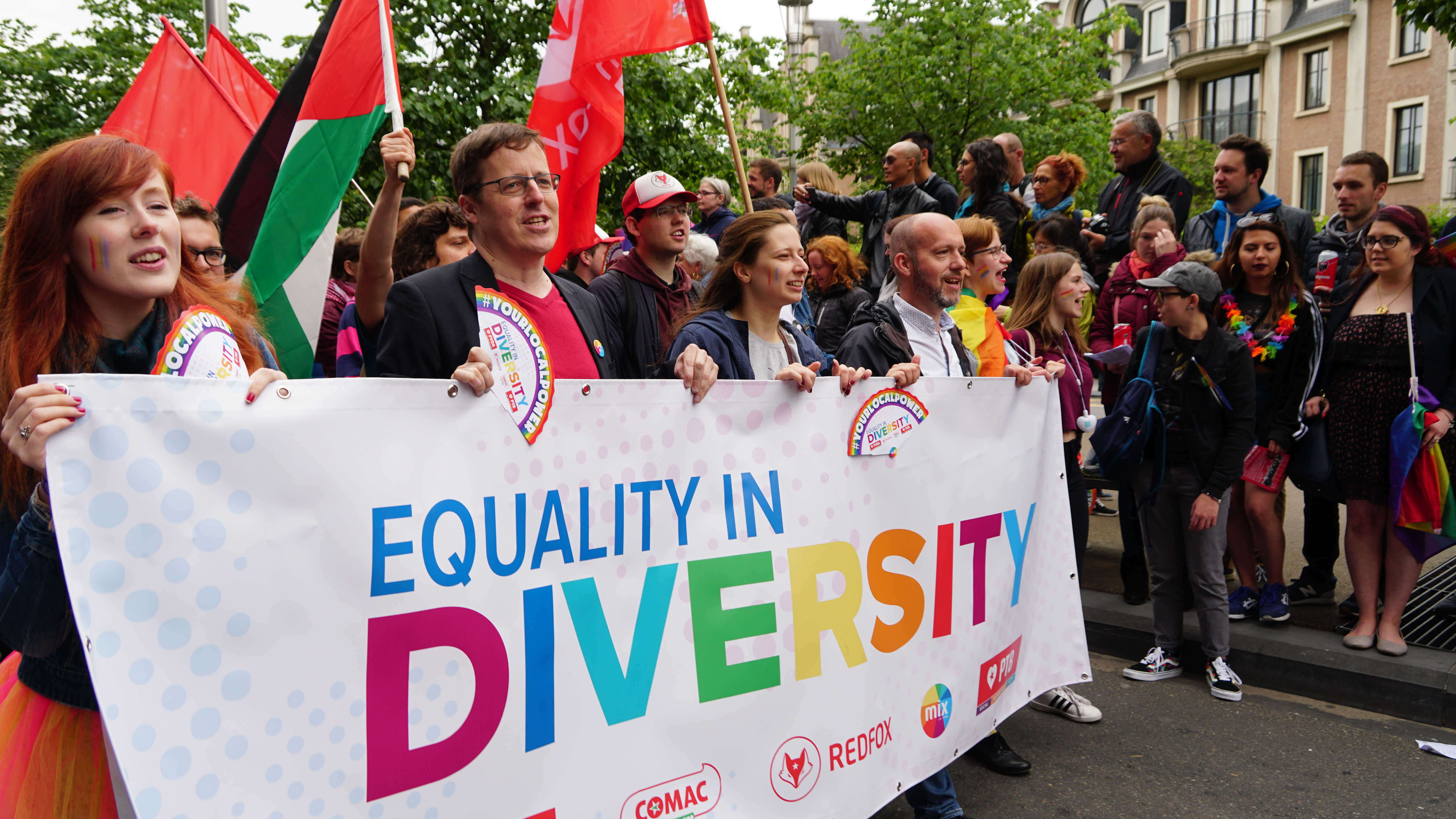
PVDA op Belgian Pride 2018

In 2016 stelde de partij zich tot doel om door te breken in de centrumsteden bij de gemeenteraadsverkiezingen van 2018. Volgens peilingen kon ze in alle landsgedeelten doorbreken. In onder andere Antwerpen, Brussel, Charleroi, Genk, Gent, Luik en Zelzate organiseerde ze vooraf een bevraging onder de bevolking, die ze vervolgens gebruikte om het lokale kiesprogramma op te stellen. De partij schoof onder andere armoede en betaalbaar wonen naar voren als verkiezingsthema's. Bij de verkiezingen van 14 oktober 2018 kwam PVDA op in 61 steden en gemeenten, alle 9 districten van Antwerpen en alle provincies. In Wallonië koos ze ervoor om zich toe te leggen op 16 dichtbevolkte steden en gemeenten.
PVDA won 18 verkozenen in Vlaanderen, 75 in Wallonië en 36 in het Brussels Hoofdstedelijk Gewest. Ze won 12 provincieraadsleden. In de districtsraden van Antwerpen haalde ze 17 zetels binnen. In verschillende gemeenten groeide het stemmenaantal sterk en werd de uitslag omschreven als een "succes" of "doorbraak". De partij won haar eerste verkozenen in de Vlaamse gemeenten Gent, Hasselt, Leuven, Mechelen, Turnhout, Geel, Sint-Niklaas, Vilvoorde en Brasschaat. In Antwerpen en Zelzate behield ze de zetelaantallen van 2012. In Charleroi, Luik en La Louvière behaalde ze meer dan 15% van de stemmen en in Namen, Doornik, Verviers en Hoei won ze haar eerste verkozenen. Elders werd wel groei opgetekend, maar bleef het resultaat onder de kiesdrempel of onder de eigen verwachtingen.
Na de verkiezingen kondigden PVDA, Groen en sp.a aan de bestaande coalitie in Borgerhout verder te zetten. In Zelzate bereikten PVDA en sp.a in november een bestuursakkoord. Daarmee staat de partij sinds januari 2019 voor het eerst mee aan het bestuur van een Vlaamse gemeente. Politieke tegenstanders reageerden dat daarmee het cordon sanitaire werd geschonden, hoewel het cordon in het leven werd geroepen tegen het Vlaams Blok. Een belangrijke verwezenlijking van de Zelzaatse 'toekomstcoalitie' van PVDA en Vooruit (de nieuwe naam van sp.a) was de taxshift die ze in 2022 doorvoerde. Hierdoor betalen tientallen grote internationale bedrijven 487.000 euro extra oppervlaktebelasting per jaar. Met dat geld worden elders kosten voor gezinnen gedrukt en is ook de belasting voor kleine zelfstandigen licht gedaald. Op een aantal andere plaatsen, zoals Charleroi, Luik, Molenbeek en Herstal, waren er vergeefse coalitiegesprekken met de PS of Ecolo.

#### Verkiezingen 2019
Tussen de lokale verkiezingen van 2018 en de regionale, federale en Europese verkiezingen van 26 mei 2019 peilde de partij gemiddeld 9 à 11% nationaal. In de kiescampagne zette de partij sterk in op Facebookadvertenties. PVDA trok naar de kiezer met een sociaal veranderingsprogramma: eerlijke belastingen, de strijd tegen armoede, een minimumpensioen van 1500 euro netto. De PVDA gaf ook politieke steun aan de klimaatacties van scholieren begin 2019. Ze maakte van de klimaatproblematiek een centraal thema in de kiescampagne en pleitte voor een sociale klimaatrevolutie, die ambitieus is en de kosten niet afwentelt op de werkende klasse. Meer dan 100 bekende Vlamingen ondertekenden een stemoproep voor Peter Mertens.
De verkiezingen van 2019 waren een historische overwinning voor de PVDA, die in grote delen van het land boven de kiesdrempel belandde. Nationaal, voor de Kamer, behaalde ze 8,62%, een stijging van 4,89 procentpunt ten opzichte van 2014. Daarmee won ze 3 verkozenen uit Vlaanderen (waaronder voorzitter Peter Mertens), 2 uit Brussel en 7 uit Wallonië. Het resultaat gaf de partij tevens recht op 5 zetels in de Senaat. Voor het Vlaams Parlement haalde ze 5,32% (4 zetels), voor het Waals Parlement 13,68% (10 zetels) en voor het Brussels Parlement 13,47% (11 zetels). Voor de Europese verkiezingen nam de partij deel aan zowel het Nederlands als het Frans kiescollege. In het Nederlands kiescollege bleef ze met 4,95% net onder de kiesdrempel, in het Frans kiescollege behaalde ze met 14,59% haar eerste verkozene in het Europees Parlement. Naar aanleiding van deze doorbraak beschreef het Amerikaanse linkse tijdschrift Jacobin de PVDA als "een van de meest dynamische krachten van Europees links."

#### 2019–2023
Terwijl de onderhandelingen voor een nieuwe regering nog liepen, keurde het federaal parlement op 24 oktober 2019 een amendement van PVDA op de voorlopige kredieten goed dat via het Zorgpersoneelsfonds extra geld voor de zorgsector voorziet. Het voorstel werd mee goedgekeurd door de oppositiepartijen waaronder het Vlaams Belang. Het amendement maakte 402 miljoen euro vrij per jaar voor extra aanwervingen, goed voor circa 4500 extra jobs in 2020, hoofdzakelijk nieuwe aanwervingen van verpleeg- en zorgkundigen maar ook verlengingen van contracten van beperkte duur. De partij pleitte daarop voor een jaarlijkse verhoging van het budget. In 2023 bevestigde de minister van Volksgezondheid dat het Zorgpersoneelsfonds voor ruim 5000 voltijdse banen heeft gezorgd.
Tijdens de ambtstermijn 2019–2024 werd PVDA aangehaald als de dominante oppositiepartij in het federaal parlement. In het Vlaams Parlement werd fractieleider Jos D'Haese genoemd als een "nieuw talent" die een "opvallende entree" maakte. D'Haese kwam bekend te staan om zijn scherpe aanvallen aan het adres van de regering-Jambon.

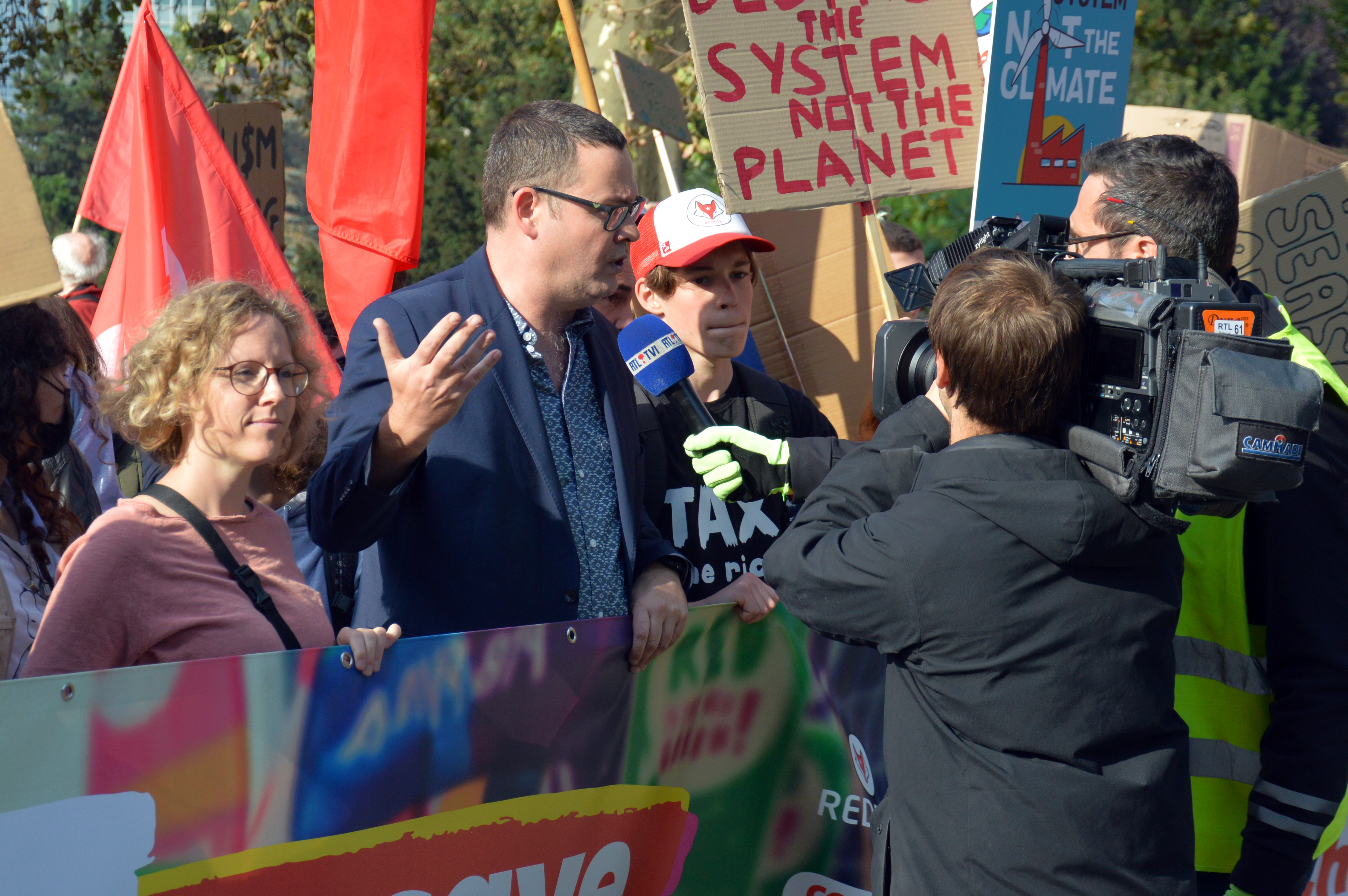
Woordvoerder Raoul Hedebouw staat de pers te woord tijdens een klimaatbetoging in 2021.

Na de overstromingen in het Vesderdal en elders in Wallonië in juli 2021 gingen tientallen PVDA-groepen onder de noemer SolidariTeams ter plaatse om de bewoners te helpen en op te kuisen. Tussen juli 2021 en juli 2022 gingen meer dan 3000 vrijwilligers helpen. De partij vroeg de overheid om leegstaande panden open te stellen voor getroffenen, kloeg de door de regeringen-Michel gemaakte besparingen op de civiele bescherming aan, en stelde een uitzonderlijke belasting voor op verzekeringsmaatschappijen zodat de volledige schade gedekt zou worden.
De watersnoodcrisis verzwakte de Waalse regering-Di Rupo en volgens commentatoren zette de PVDA de PS ertoe aan om zich linkser te profileren, een observatie die onderzoekers eerder al hadden gemaakt. Vanuit de vaststellingen dat de PVDA in 2016 de PS al dwong standpunt in te nemen tegen het vrijhandelsakkoord CETA, ze met haar campagnes rond de kostprijs van energie druk zette op centrumlinkse partijen in de regering-De Croo en ze in het Vlaams Parlement in 2021 wees op het niet-uitvoeren van een in 2019 goedgekeurde verlaging van de vergoedingen voor parlementsleden, noemde het liberale tijdschrift The Economist België de "de beste hoop voor [het marxisme] in de hele Europese Unie".
Met een jaar uitstel organiseerde de partij in 2021 haar Eenheidscongres, waarop 883 afgevaardigden uit de basisgroepen de politieke lijnen voor de komende 5 jaar uittekenden onder de noemer ‘Partij van de werkende klasse. Partij van de jeugd. Partij van het socialisme’. De congresafgevaardigden kozen ook een nieuwe Nationale Raad en voorzitter. Zittend voorzitter Peter Mertens stelde zich niet opnieuw kandidaat. Raoul Hedebouw, woordvoerder en fractievoorzitter in de Kamer, diende zich als enige kandidaat aan en werd tijdens de plenaire zitting op 5 december verkozen met 94,1% van de stemmen. Mertens werd aangesteld als algemeen secretaris. In januari 2022 volgde Sofie Merckx Hedebouw op als fractieleider in de Kamer.
Bij de inval van het Russische leger in Oekraïne op 24 februari 2022 oogstte de PVDA kritiek van andere partijen op vlak van standpunten en stemgedrag van de PVDA omtrent Rusland en Oekraïne. 
Hoewel de partij de inval van Rusland veroordeelde, onthield ze zich bij stemmingen over resoluties die kritisch zijn waren voor Rusland. Zo onthield de PVDA zich bij resoluties die de inval in Oekraïne veroordeelden, bij resoluties die Rusland erkenden als sponsor van terrorisme, bij resoluties die hongersnood in Oekraïne van 1932 erkenden als genocide en bij een resolutie die een onderzoek wilde naar oorlogsmisdaden van Rusland. Volgens PVDA schreven die resoluties zich in in een logica van een verdere militaire escalatie van het conflict. De partij veroordeelde de Russische invasie en stemde vóór resoluties over het niet-erkennen van schijnreferenda in Oekraïne, het verwerpen van de inlijving van bezette gebieden, het importverbod voor Russische diamanten en het veroordelen van de deportatie van Oekraïners naar Rusland, alsook voor de artikels die opriepen tot een staakt-het-vuren en een terugtrekking van de troepen en die het belang van diplomatieke oplossingen onderlijnden. Verder stoorde de partij zich aan de rol van het Westen en de NAVO, die volgens de PVDA de escalatie van het conflict zouden aanwakkeren.
Verder onthield de PVDA zich in 2023 bij een resolutie die de willekeurige detentie en de schending van de mensenrechten van de Oeigoerse minderheid in China veroordeelde.
In 2023 was de PVDA actief in het verzet tegen een wetsvoorstel van minister van Justitie Van Quickenborne dat een gerechtelijk betogingsverbod bevatte voor "amokmakers"; wat de drie Belgische vakbonden en de PVDA zagen als een aanval op syndicale rechten en de vrije meningsuiting. Na een betoging op 7 juni en onder politieke druk van de PVDA vroeg de PS, die eerder  had ingestemd met het voorstel dat voorlag, extra garanties. Op 5 oktober betoogden vakbonden, ngo’s zoals Amnesty International, Greenpeace en de Liga voor Mensenrechten, en de PVDA opnieuw tegen het wetsvoorstel, met zo'n 10.000 deelnemers. PS-voorzitter Paul Magnette liet vervolgens weten niet meer voor het voorstel te zullen stemmen, wat PVDA onthaalde als een overwinning.

#### Verkiezingen 9 juni 2024

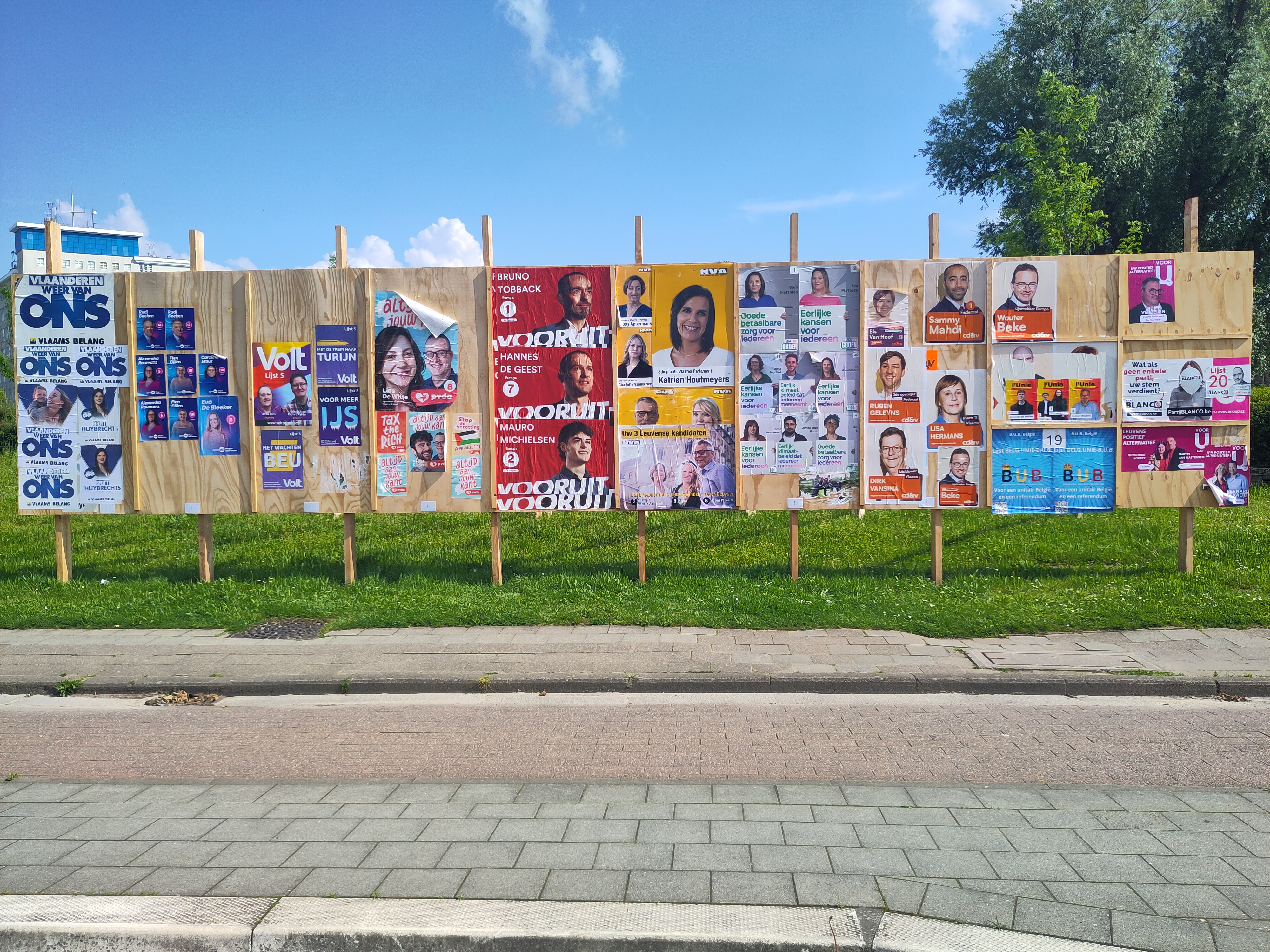
Gemeentelijke aanplakborden voor de samenvallende verkiezingen van 2024, hier in Leuven. PVDA kreeg lijstnummer 8 toegewezen.

Eind augustus 2023 trapte de PVDA haar verkiezingscampagne voor de samenvallende regionale, federale en Europese verkiezingen van 2024 af. Ze lanceerde in Willebroek een bevraging die ze aan 100.000 mensen wilde voorleggen; waar de partij tegen februari 2024 in slaagde. Op basis daarvan deed ze 1309 voorstellen in een 628 pagina's tellend online programma. Van 10 maart tot 29 april organiseerde ze meer dan 150 ontmoetingsmomenten, 'PVDA On Tour', waarbij de lijsttrekkers het verkiezingsplan voorstelden.
De partij schoof 4 speerpunten of belangrijke thema's naar voren. Eerlijke belastingen was volgens een opiniepeiling het belangrijkste thema voor 32% van hun kiezers. In dit thema speelde het voorstel tot een miljonairstaks een centrale rol. Waar ze voorheen vermogens boven 1 miljoen euro (bovenop de eigen woning) progressief wilde belasten, pleitte ze nu voor een belasting op vermogens boven de 5 miljoen euro – de rijkste 1 procent. Die aanpassing was bedoeld om de (hogere) middenklasse niet te raken. Het voorstel zou jaarlijks zo'n 11 miljard euro bruto of 8 miljard euro netto moeten opbrengen, aldus de PVDA. Verder wilde de PVDA de accijnzen op brandstoffen verlagen en de Europese CO2-taks schrappen. Daarnaast moesten de "fiscale achterpoortjes" voor multinationals gesloten worden. Een tweede thema was koopkracht, deel van de "typisch linkse eisenbundel". De PVDA stelde voor om de btw op voeding en basisproducten te verlagen naar 0% en wilde verder de loonnormwet afschaffen, om opnieuw vrije onderhandelingen mogelijk te maken over collectieve loonsverhogingen, zonder aan de automatische loonindexering te raken. Het derde speerpunt benoemde de partij als "graaicultuur", terminologie die volgens De Zondag in België geïntroduceerd werd door gewezen voorzitter Peter Mertens, auteur van Graailand (2016). Op dit thema profileerde de partij zich in de loop van 2023 al sterk, met de onthulling van pensioenextra’s voor Kamervoorzitters. PVDA wilde onder andere de vertrekpremies van parlementsleden afschaffen en stelde een vermindering van het aantal ministers voor, door bevoegdheden te herfederaliseren. Een vierde speerpunt was klimaat. De voorstellen van PVDA waren "sociale klimaatoplossingen", waarbij de grote vervuilers niet buiten schot zouden blijven. De partij wilde een renovatierecht door middel van een derdebetalerslening en ijverde voor herstel- en investeringsplannen voor betaalbaar openbaar vervoer.
In de loop van 2023 werden de lijsttrekkers bekendgemaakt voor de Vlaamse, Brusselse, Waalse en federale verkiezingen, zoals kopstukken Peter Mertens, Jos D'Haese, Françoise De Smedt, Germain Mugemangango, Sofie Merckx, Gaby Colebunders en Kim De Witte en nieuwe kandidaten, zoals arbeiders Robin Tonniau en Kemal Bilmez. Syndicalist en ex-sp.a'er Rudi Kennes werd naar voren geschoven als Europees lijsttrekker voor het Nederlands kiescollege, naast terugkerend lijsttrekker Marc Botenga in het Frans kiescollege. Volgens Het Nieuwsblad kwam PVDA in Vlaanderen naar voren met de jongste lijsttrekkers van alle partijen en koos ze het meest radicaal voor vernieuwing, met 7 van de 13 lijsttrekkers die nog nooit in het parlement zetelden. De PVDA diende lijsten in op voor alle bestuursniveaus in alle delen van het land, behalve in de provincie Luxemburg voor de Kamer en het Waals Parlement, in het Duitstalig kiescollege voor Europa en in de Duitstalige Gemeenschapsverkiezingen.

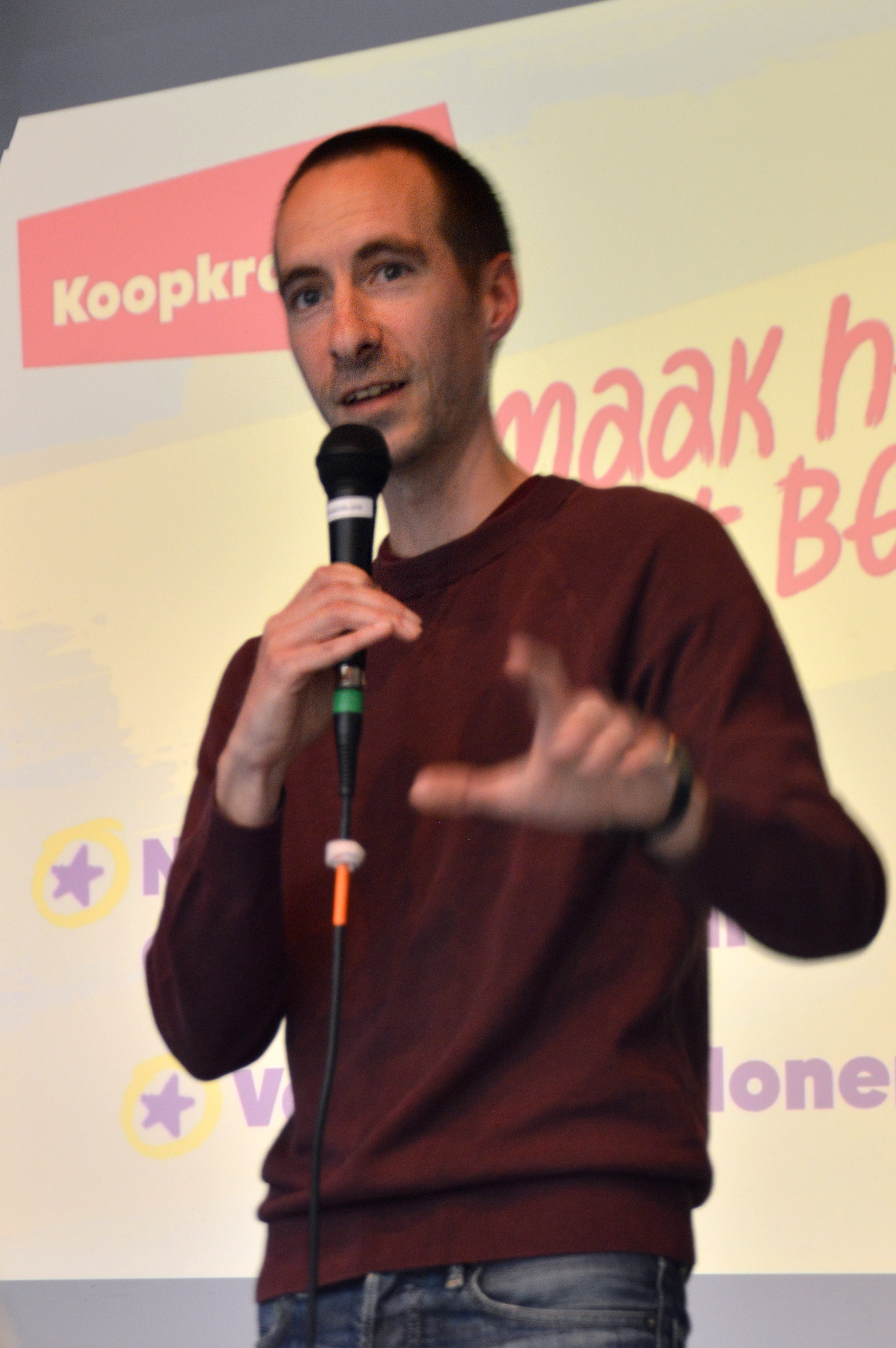
Robin Tonniau, Oost-Vlaams lijsttrekker voor de Kamer, spreekt op een campagnebijeenkomst.

PVDA voerde campagne met de Nederlandstalige slogan 'Altijd aan jouw kant' en de Franstalige 'Le choix de la rupture' (kiezen voor een breuk). Bij monde van Hedebouw gaf de partij te kennen dat ze twee breekpunten had voor een (federale) regeringsdeelname: de pensioenleeftijd opnieuw verlagen naar 65 jaar en een miljonairstaks invoeren. De miljonairstaks, uit het eerste speerpunt van de partij, werd door PVDA op de politieke agenda gezet en werd volgens commentatoren een van de thema's van de verkiezingen, wat Bart Maddens een "overwinning van links" bestempelde. De opheffing van de loonblokkering werd als een derde breekpunt naar voren geschoven.
De PVDA werd een van de winnaars van de verkiezingen, waarbij ook Vlaams Belang, Vooruit, MR en Les Engagés vooruitgang boekten, en haalde het beste resultaat in haar geschiedenis. Voor het Vlaams Parlement haalde de PVDA 8,31%, een stijging van 2,99 procentpunt. Daarmee ging het aantal verkozenen van 4 naar 9. In Vlaanderen haalde de partij scores boven de 20% in de gemeenten Antwerpen (22,95%) en Vilvoorde (21,42%). Bij de federale verkiezingen steeg het nationale aandeel van 8,62% naar 9,86%, een stijging van 1,23 procentpunt. Daarmee kreeg de partij drie extra verkozenen, wat het totaal op 15 volksvertegenwoordigers bracht. In tegenstelling tot in Vlaanderen en Brussel, verloor ze licht in het zuiden van het land. Zo zakte ze voor het Waals Parlement van 13,68% naar 12,10%, een verlies van 1,58 procentpunt en twee zetels. De "stevige winst" in Brussel daarentegen – 20,92% en 6,99% voor respectievelijk de Franstalige en Nederlandstalige lijsten – leverde 6 extra zetels op in het Hoofdstedelijk Parlement. PVDA-PTB werd zo de derde partij van Brussel. Tot slot werden twee zetels behaald in het Europees Parlement: een in het Frans kiescollege, waar PTB 15,38% haalde en haar score van 2019 verbeterde, en een in het Nederlands kiescollege, waar PVDA met een uitslag van 8,12% boven de kiesdrempel klom. PVDA scoorde vooral in de industriële regio's van het land, zoals het Waals industrieel bekken, de industriële as tussen Antwerpen en Brussel, de Gentse kanaalzone en de Limburgse arbeidersgemeenten, alsook in steden en gemeenten met lage en middeninkomens en waar veel jongeren wonen.

#### Verkiezingen 13 oktober 2024
Vier maanden na de verkiezingen van juni diende de PVDA voor gemeenteraadsverkiezingen van 13 oktober 2024 kieslijsten in in 67 steden en gemeenten, alle 9 districten van Antwerpen en 9 van de 10 provincies. Vooraf werd uitgekeken naar sterke resultaten in onder andere Antwerpen, Boom, Genk, Maasmechelen, Mechelen, Ronse, Sint-Niklaas en Vilvoorde en de gemeenten van het Brussels Gewest. Op ManiFiesta 2024 lanceerde voorzitter Hedebouw de ambitie om het aantal lokale verkozenen te verdubbelen.
In de provincieraadsverkiezingen ging de partij er bijna overal licht op vooruit, wat resulteerde in 9 extra provincieraadsleden. PVDA haalde scores van circa 20% in verschillende gemeenten, zoals de stad Antwerpen, waar de campagne was uitgedraaid op een tweestrijd tussen burgemeester Bart De Wever (N-VA) en Jos D'Haese, verschillende Brusselse gemeenten en een aantal Waalse steden, waaronder Herstal, Luik, Seraing, Charleroi en Moeskroen. De partij wist haar aantal verkozenen niet te verdubbelen: het totaal ging volgens de partij van 169 naar 258 verkozenen. Op de plaatsen waar PVDA mee bestuurde, hield ze stand. In Zelzate ging ze van 22,8% naar 21,7% en verloor ze één zetel. Coalitiepartner Vooruit behaalde 41,9% en koos nadien voor een coalitie met CD&V-N-VA, zonder PVDA. In het district Borgerhout werd PVDA de grootste en had ze het initiatiefrecht om een coalitie te vormen. Volgens analyses bleef het resultaat van de PVDA, net zoals dat van Vlaams Belang, onder de verwachtingen door de effecten van de afschaffing van de opkomstplicht in Vlaanderen.

## Ideologie
De PVDA profileert zichzelf als een progressieve, linkse en antikapitalistische partij. Verder toont PVDA aanknopingspunten met de vredesbeweging en anti-imperialistische analyses. Volgens een uitgebreid academisch onderzoek naar politieke partijen in West-Europa is de PVDA de meest linkse Belgische partij. Zowel door academici als door de partij zelf wordt de PVDA omschreven als marxistisch; ze maakt een klassenanalyse en streeft naar een maatschappijbeeld dat ze "socialisme 2.0" noemt. De media duiden de partij doorgaans aan als radicaal- of extreemlinks. Critici bestempelen haar geregeld als populistisch vanwege haar retoriek waarin te weinig plaats zou zijn voor nuance.
De PVDA zet dominant in op sociaal-economische thema's en grijpt terug naar de rol van de arbeidersklasse en socialisme als een alternatief voor marktkapitalisme. De ideologie van PVDA sluit daarmee aan bij zowel de historische als hedendaagse communistische beweging.
PVDA volgde in 1979 het maoïstische AMADA op. Vanaf de jaren 1990 benadrukte de partij het belang van een eigen, onafhankelijke analyse steeds sterker. Medio jaren 2000 veranderde de partij zowel haar communicatiestrategie als haar organisatiemodel ingrijpend. Vooral het Vernieuwingscongres in 2008 was daarbij een keerpunt. Hoewel in 2008 de partij nog het belang van het leninisme benadrukte, beschrijft onderzoek gebaseerd op recente congresperiodes de PVDA als links-populistisch. Het plaatst de partij daarmee in eenzelfde evolutie als de Nederlandse SP, het Duitse Die Linke en het Griekse Syriza. Een harde en dogmatische lijn is daarbij ingeruild voor het aantrekken van een brede basis.
Volgens politicoloog Pascal Delwit houdt de PVDA intern wel een marxistisch-leninistische lijn aan. Hij spreekt van een 'dubbele lijn' die het klassieke partijmodel van ideologie en discipline combineert met een open electoraal platform dat aansluit bij de Belgische traditie van sociale bewegingen. Dat samengaan van oude en nieuwe elementen maakt PVDA volgens Delwit tot een unieke partij onder Europees links, zowel op programmatorisch als organisationeel vlak.

## Programma en standpunten

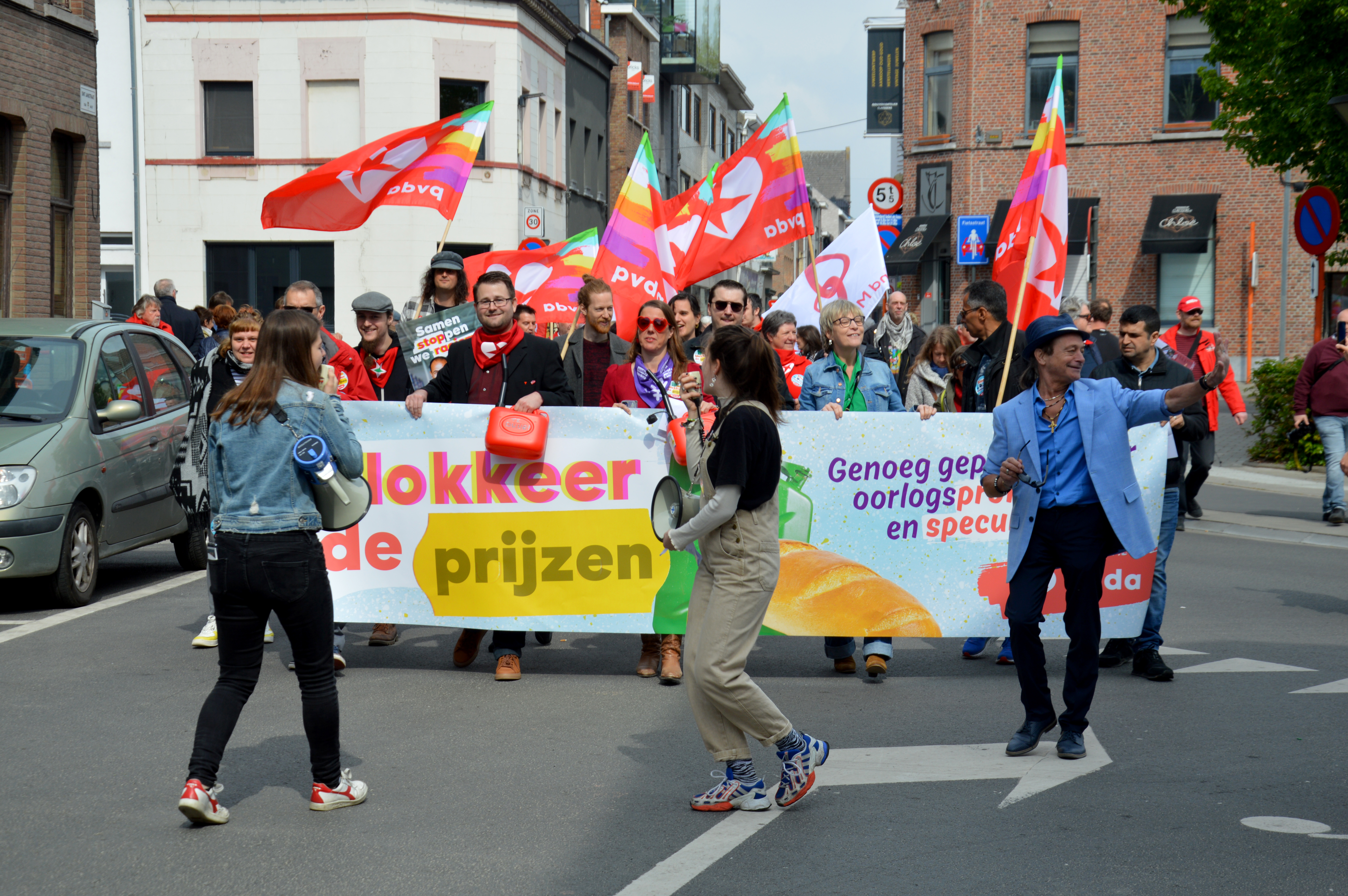
PVDA protesteert tegen de stijgende levensduurte en pleit voor een miljonairstaks op een 1 mei-optocht in 2022.

Volgens VRT NWS pleit PVDA sterk voor "gelijkheid en herverdeling" en gaat ze daarin verder dan andere linkse partijen in België. Ze vindt dat mensen en bedrijven vooral moeten werken voor het algemeen belang, eerder dan voor de winst. Rijken zouden meer belastingen moeten betalen, ten voordele van wie het moeilijker heeft. Volgens VRT speelt de overheid een belangrijke rol in de samenleving die de partij voor ogen heeft, en moet zij de vrije markt beteugelen. De overheid moet bijvoorbeeld ingrijpen op de prijzen van sommige goederen en diensten. Zo stelde de partij voor om de energieprijzen te bevriezen toen deze sterk stegen als gevolg van de oorlog in Oekraïne. Daarnaast zouden sommige bedrijven in overheidshanden moeten komen, voor de partij.
Op verzoek van VRT NWS verwoordt de PVDA haar drie belangrijkste standpunten als volgt:
- Durf het geld te halen waar het zit: een miljonairstaks van 2 procent voor de rijkste 1 procent. Daarnaast moeten de fiscale achterpoortjes voor multinationals worden gesloten.
- Maak het leven echt betaalbaar: hogere lonen en 0 procent btw op de winkelkar.
- Stop de graaicultuur: vertrekpremie van parlementsleden afschaffen, minder ministers en meer eenheid.

De Morgen vat het programma van de PVDA als volgt samen, telkens met de beoordeling van een expert erbij:
- Belastingen: De PVDA wil een ‘miljonairstaks’ van 2 procent op vermogens boven de 5 miljoen euro (en 3 procent boven de 10 miljoen). Daarmee mikken ze op “de top één procent rijksten”, wat een kleine 11 miljard zou moeten opleveren. Daarnaast sluit de partij de ‘achterpoortjes’ voor bedrijven die minder dan 25 procent winstbelasting betalen. Ze verlaagt de accijnzen op brandstoffen en schrapt de Europese CO2-taks.
 Volgens hoogleraar fiscaal recht Mark Delanote (UGent) valt er wat voor te zeggen dat er een problematische concentratie van megavermogens zit bij een kleine toplaag van miljardairs. "Alleen krijg je dat probleem niet in België opgelost, maar wel op internationale schaal." Volgens Delanote zal, als je vermogens viseert, er een impact op de economie zijn. Daarom zou een belasting op vermogenswinst en een verschuiving van belasting op arbeid naar belasting op consumptie en vervuiling beter zijn, aldus Delanote. Dat de PVDA belasting op fossiele producten wil afschaffen, begrijpt Delanote niet, aangezien we ons moeten afkoppelen van die producten.
- Koopkracht: De PVDA wil de btw op voeding en basisproducten, zoals zeep of luiers, naar 0 procent. Om de lonen te kunnen verhogen wil de partij ook de loonwet weg, terwijl de automatische indexering behouden blijft. Brandstof komt weer in de index. Het minimumloon wordt verhoogd naar 17 euro per uur.
Volgens hoogleraar economie Gert Peersman (UGent) klinkt het schrappen van de btw op basisproducten goed, maar is het uiterst inefficiënt. "Als je lagere inkomens wil ondersteunen, lukt dat veel gerichter via een belastingkrediet op de personenbelasting, waarbij de laagste groepen geld krijgen in plaats van bij te dragen." Volgens Peersman kost de btw op nul zetten bijzonder veel geld dat je niet kan besteden aan herverdeling of dienstverlening. Hij wijst erop dat het schrappen van de btw voornamelijk hogere inkomens bevoordeelt die naar verhouding veel meer consumeren. Bovendien blijkt uit onderzoek dat bedrijven het prijsverschil door de geschrapte btw afromen: ongeveer 90 procent komt bij de producent terecht, niet bij de consument.[165]
- Geopolitiek: De PVDA wil de aanslepende oorlog in Oekraïne “zo snel mogelijk beëindigen” en pleit daarom voor een “rechtvaardige en duurzame vrede”. De partij keert zich af van de NAVO en wil dat België zich diplomatiek neutraal opstelt. 
Volgens professor internationale politiek David Criekemans (Universiteit Antwerpen) klopt het dat het Westen in het verleden – zeker in de jaren 90 – kansen heeft gemist om toenadering tot Rusland te zoeken, maar intussen heeft Rusland zich getransformeerd tot een neo-imperiale macht, waarmee "niet meer te spreken valt over een ‘rechtvaardige vrede’". Criekemans vindt dat als de PVDA vrede bepleit, dit de facto een bloederig voorstel is omdat je dan de annexatie en zuivering van grote delen van Oekraïne door Rusland toestaat. Verder is het volgens Criekemans niet het moment om uit de NAVO te stappen omdat de NAVO bescherming biedt.
- Energie: De PVDA wil de gas- en stroomprijzen blokkeren om de energiefactuur te verlagen. Maar de partij wil ook de energiebedrijven in staatshanden brengen, zonder ervoor te betalen. "Om deze nationalisatie uit te voeren, bestaan er wetten die overgaan tot inbeslagname en zelfs onteigening in het algemeen belang. Zonder bijkomende kosten, want we hebben via onze facturen al meerdere keren betaald.”
 Volgens Andreas Tirez, voormalig directeur van energieregulator CREG, heeft de energiecrisis het belang van vrij bewegende prijzen aangetoond. "Achteraf bekeken is het ongelooflijk dat we twee jaar na de energiecrisis al naar de oude prijsniveaus teruggekeerd zijn. Dat heeft alles te maken met de invloed die stijgende prijzen hebben op vraag en aanbod. Als je prijzen blokkeert, is die prikkel weg." Wat PVDA voorstelt op vlak van nationalisatie van energiebedrijven, is volgens Tirez een klassieke onteigening. Die stap zou volgens Tirez voor een lange juridische strijd zorgen met de energiebedrijven en met Europa en dreigen multinationals dan massaal andere oorden op te zoeken.
- Onderwijs: De PVDA stelt voor om het inschrijvingsgeld voor het hoger onderwijs fors te verlagen: van 1092 naar 835 euro per jaar. Op termijn moet verder studeren zelfs volledig gratis worden. De overheid ook moet meer investeren in studentenkoten. De privé moet 80 procent van zijn gebouwen reserveren voor basiskoten.
Volgens onderwijseconoom Kristof De Witte (KULeuven) is het beter om het inschrijvingsgeld gelijk te houden of te verhogen, met aandacht voor de beurzen, aangezien de mensen die verderstuderen vaak uit ‘de betere kringen’ komen. "Hebben zij gratis hoger onderwijs nodig, in de wetenschap dat ze die scholing later ruim terugverdienen via bijvoorbeeld hogere lonen?" Voor het kotenprobleem bepleit De Witte vooral een uitbreiding van het publieke aanbod. De privé stevige eisen opleggen vindt hij een minder goed idee omdat met te veel regulering het private aanbod net dreigt te verkleinen.
- Pensioenen: De PVDA brengt de wettelijke pensioenleeftijd terug naar 65 jaar. Vervroegd pensioen zou weer mogelijk worden vanaf 60 jaar na 40 gewerkte jaren, en wie 35 jaar gewerkt heeft in een zwaar beroep, moet vroeger op pensioen kunnen. Het wettelijk maximumpensioen wordt voor iedereen beperkt tot twee keer het minimumpensioen van 1850 euro dat ze willen invoeren, 3700 euro netto per maand dus. 
Volgens hoogleraar sociaal beleid en ex-CVP-politica Bea Cantillon (Unversiteit Antwerpen) is het probleem dat die voorstellen onbetaalbaar zijn. "De kosten voor vergrijzing lopen nu al snel op, de PVDA wil ze nog wat verhogen." Professor sociaal recht Ria Janvier (Universiteit Antwerpen) deelt die kritiek, maar begrijpt de aandacht voor oudere werknemers wel. "We moeten beseffen dat velen niet tot hun 67 aan de slag zullen blijven maar in andere stelsels opgevangen zullen worden", aldus Janvier. "Alleen overdrijft de PVDA door bijvoorbeeld vervroegd pensioen vanaf 60 weer in te voeren." Verder kost volgens Janvier het wettelijk pensioen opdrijven tot 75 procent van het gemiddeld loon "fortuinen".

Volgens politicoloog Steven Van Hecke hebben partijen zoals de PVDA op vlak van buitenlands beleid zowel een pacifistische als een sociaal-economische agenda. Voor zijn sociaal-economische agenda kijkt de PVDA volgens Van Hecke vaak nostalgisch terug naar het Sovjet-communisme, waar de nadruk lag op respect voor de arbeidersklasse en afwijzing van het marktkapitalisme. Radicale oppositiepartijen zijn volgens Van Hecke doorgaans dogmatisch en terughoudend in het veranderen van koers, omdat ze zich graag als principieel profileren. Zo heeft de PVDA volgens Van Hecke bijvoorbeeld moeite heeft om afstand te nemen van China.
De PVDA scoort volgens de Bond Beter Leefmilieu goed op diverse stellingen die te maken hebben met 'natuur en biodiversiteit', 'open ruimte en water', 'openbaar vervoer en ' terugdringen broeikasgassen'. De PVDA scoort echter slecht op 'het verminderen van de veestapel met 50% tegen 2030', 'het verbreden van politieke doelen naar waardig leven binnen de planeetgrenzen' en 'het implementeren van een fiscale hervorming die het principe van de vervuiler betaalt integreert'. De PVDA scoort volgens BBL zeer slecht op 'het uitbreiden van renovatieverplichtingen met fossielvrije verwarming' en 'het geleidelijk afschaffen van gunstregimes voor fossiele brandstoffen ten gunste van hernieuwbare energie tegen 2030'. 

## Organisatie

### Lidmaatschap en lidgelden

Lidkaart van de partij (2023)

De partij telt 28.000 leden (2025). In 2003 telde de partij nog 800 leden, in de daaropvolgende jaren steeg dat aantal gestaag tot 10.000 in 2016 en 20.000 in 2020.
De PVDA hanteert verschillende niveaus van lidmaatschap. Er zijn raadgevende leden, groepsleden en militanten. Een raadgevend lid betaalt een jaarlijks lidgeld (20 euro in 2025) en kan deelnemen aan algemene ledenvergaderingen. Groepsleden betalen een maandelijks lidgeld (5 euro per maand in 2025) en nemen regelmatig deel aan de bijeenkomsten van een basisgroep. Militanten zijn leden die een groot engagement opnemen in de partijwerking. Ze volgen opleidingen en leven bepaalde financiële regels na. De lidgelden stijgen dus naarmate een lid meer verantwoordelijkheid opneemt in de partij, dit als een soort "firewall tegen arrivisten". PVDA-mandatarissen dragen daarnaast hun zitpenningen of een deel van hun wedde af; ze blijven leven aan een gemiddeld werknemersloon.

### Financiën
In 2021 ontving de partij 2,1 miljoen euro aan lidgelden en bijdragen van militanten, meer dan eender welke andere Belgische partij. Uit partijdotaties ontving ze 5,8 miljoen euro, meer dan DéFi, Groen en Les Engagés maar minder dan de andere nationaal vertegenwoordigde partijen. Volgens politicoloog Bart Maddens is PVDA "de enige partij die in grote mate wordt gefinancierd via giften en ledenbijdragen" en een "gezonde mix tussen privéfinanciering en publieke financiering" vertoont.
PVDA gaf in 2021 3,51 miljoen uit aan personeel en 2,4 miljoen aan communicatie. Eind 2023 had de partij een eigen vermogen van 10,43 miljoen euro, waarmee ze in de middenmoot viel van de Belgische politieke partijen.
De partij pleit ervoor om de partijdotaties en fractietoelagen op alle beleidsniveaus te halveren en te begrenzen tot een maximumbedrag.

### Organisatievormen en bestuursorganen

#### Basisgroepen
PVDA beschouwt haar basisgroepen als "de basiseenheid van de partij". Ze worden lokaal georganiseerd (in een wijk, gemeente of streek), in een bedrijf of rond een bepaalde thematiek. De partij heeft anno 2025 basisgroepen in alle provincies van België. Elke basisgroep heeft een verkozen voorzitter. Vanuit basisgroepen kunnen algemene ledenvergaderingen georganiseerd worden, waarop alle leden van een bepaald bedrijf of gebied worden uitgenodigd.

#### Bestuur
De interne werking van de PVDA verloopt volgens het principe van het democratisch centralisme. Volgens de statuten wordt hieronder verstaan dat alle leidende organen en functies worden verkozen, dat er ruimte is voor interne discussie, dat na debat beslissingen democratisch worden genomen door consensus of een gewone meerderheid, dat de minderheid zich neerlegt bij de meerderheid, en dat beslissingen van hogere organen bindend zijn voor de hele organisatie.
Het hoofdkantoor is gevestigd in de Maurice Lemonnierlaan 171 te Brussel.

#### Congressen
Minstens een keer om de 5 jaar wordt een statutair congres georganiseerd. De laatste nationale congressen vonden plaats in 2008, 2015 en 2021. Daarop bepalen afgevaardigden van de basisgroepen en militantenkernen het partijprogramma en de partijstatuten. Ze kiezen de Nationale Raad en een voorzitter ervan, die tevens partijvoorzitter is. De Nationale Raad is belast met de leiding van de partij tussen de congressen. De raad kiest uit zijn leden een ondervoorzitter en nationaal secretaris. De raad verkiest ook het Partijbureau, dat de partij leidt tussen de zittingen van de Nationale Raad. Het Partijbureau wordt voorbereid door het Dagelijks Bestuur, dat eveneens gekozen wordt door de Nationale Raad. Het jaar na een nationaal congres organiseren de provinciale afdelingen van de partij provinciale congressen.
| Jaar | Congres              |
| ---- | -------------------- |
| 1979 | Stichtingscongres    |
| 1983 | Tweede Congres       |
| 1988 | Syndicaal Congres    |
| 1991 | Vierde Congres       |
| 1995 | Vijfde Congres       |
| 1998 | Zesde Congres        |
| 2001 | Zevende Congres      |
| 2008 | Vernieuwingscongres  |
| 2015 | Solidariteitscongres |
| 2021 | Eenheidscongres      |

#### Voorzitters, algemeen secretarissen, dagelijks bestuur

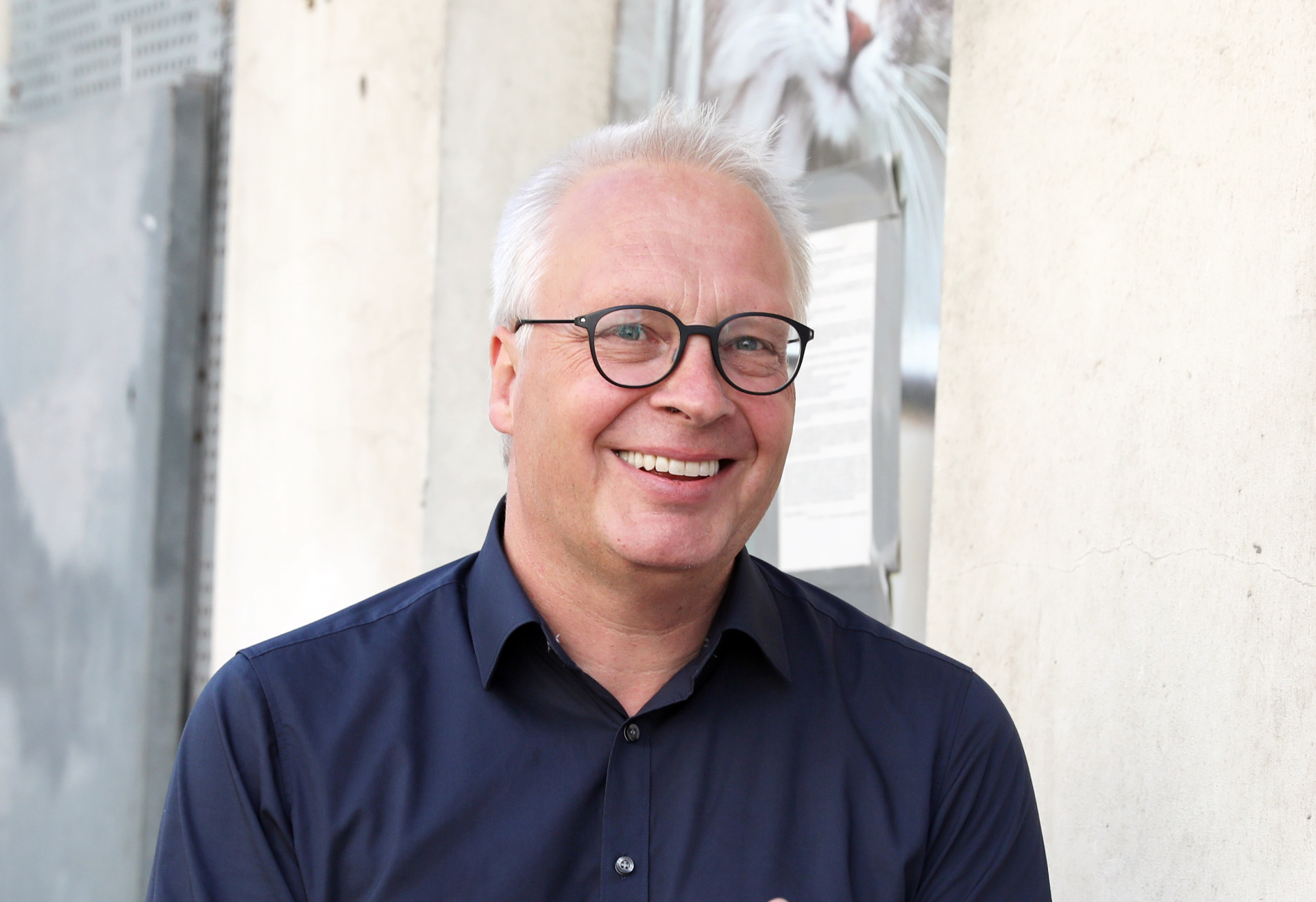
Peter Mertens was partijvoorzitter van 2008 tot 2021 en is algemeen secretaris sindsdien.

De huidige voorzitter is Raoul Hedebouw, die tijdens het Eenheidscongres in 2021 werd gekozen als opvolger van Peter Mertens, die sindsdien algemeen secretaris van de partij is en ook deel uitmaakt van het dagelijks bestuur van de partij, naast – anno 2025 – Benjamin Pestieau, Kim De Witte en David Pestieau.
| Voorzitter     | Periode                        | Opmerkingen                                       |
| -------------- | ------------------------------ | ------------------------------------------------- |
| Ludo Martens   | 4 november 1979 – 2 maart 2008 |                                                   |
| Peter Mertens  | 2 maart 2008 – 5 december 2021 | Verkozen op 2 maart 2008 Herkozen op 13 juni 2015 |
| Raoul Hedebouw | 5 december 2021 – heden        | Verkozen op 5 december 2021                       |

| Algemeen secretaris | Periode      | Opmerkingen |
| ------------------- | ------------ | ----------- |
| Nadine Rosa-Rosso   | 1999 – 2003  |             |
| Boudewijn Deckers   | 2003 – 2008  |             |
| Lydie Neufcourt     | 2008 – 2021  |             |
| Peter Mertens       | 2022 – heden |             |

### Studiedienst
Begin 21e eeuw zette de PVDA in op de uitbouw van een sterke studiedienst. "De partij heeft zwaar geïnvesteerd in haar studiedienst en PVDA’ers als Tom De Meester (energie) en Marco Van Hees (fiscaliteit) krijgen in de media een gezaghebbende stem als expert", schreef Knack daarover.

### Communicatie en media

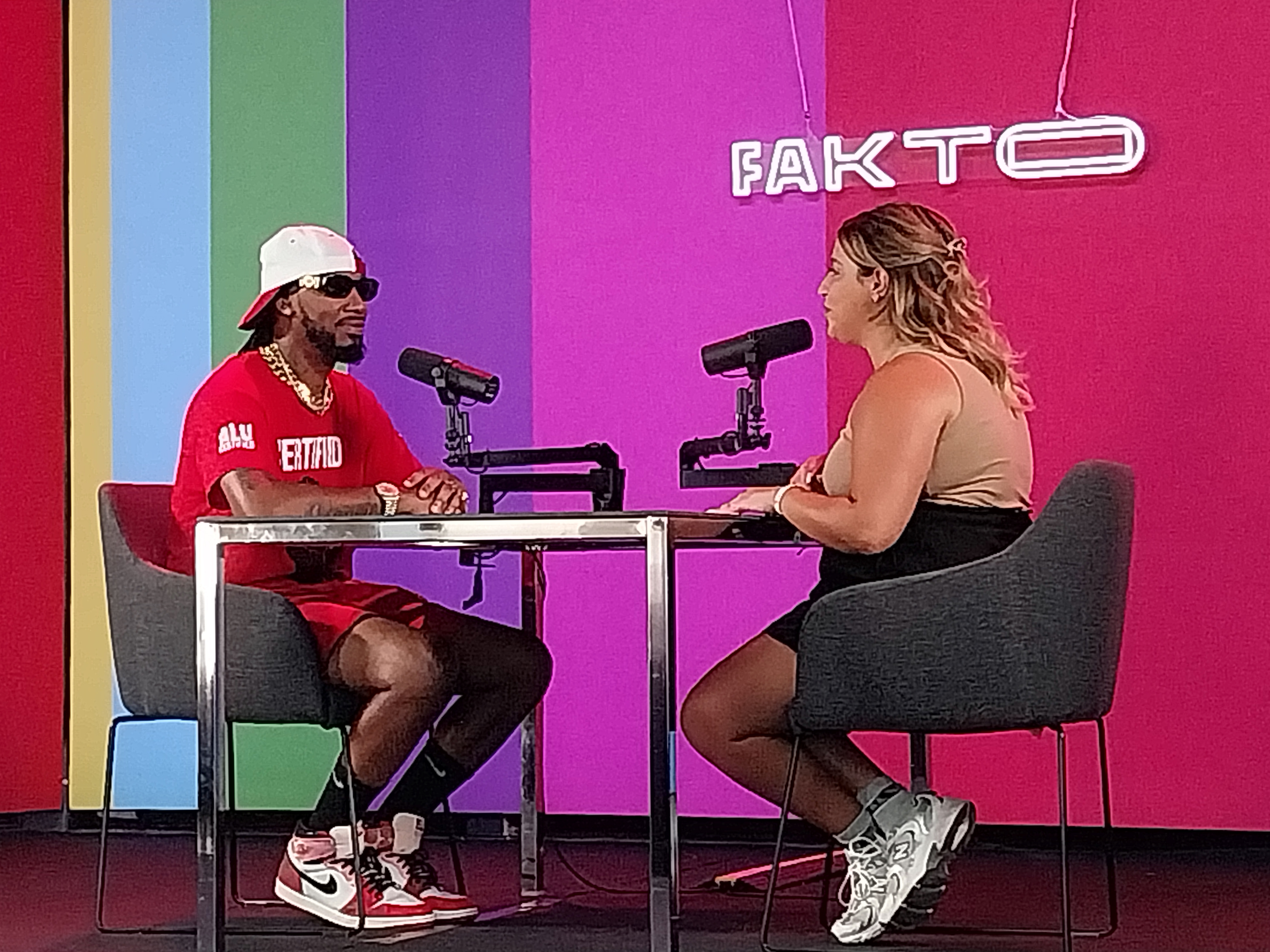
PVDA-districtsraadslid van Deurne Manal Toumi interviewt Amerikaans Amazon-syndicalist Chris Smalls voor Fakto op ManiFiesta 2023.

Solidair is het ledenblad van de partij. Solidair verscheen wekelijks van 1975 tot 2014, vervolgens maandelijks tot 2017, tweemaandelijks tot 2023 en sindsdien driemaandelijks. Sinds 2014 publiceert Solidair ook online op solidair.org en solidaire.org. Michaël Verbauwhede is hoofdredacteur sinds 2018. In 2023 lanceerde PVDA Fakto, een digitaal marxistisch mediakanaal, en later hetzelfde jaar ook een partij-app.
De boekenuitgeverij EPO werd in de jaren 1970 opgericht vanuit AMADA, maar staat sindsdien los van de PVDA. Wel brengt EPO boeken van PVDA-auteurs, zoals Peter Mertens, uit.
In de Belgische media zijn de partij en haar vertegenwoordigers ondervertegenwoordigd. Volgens een onderzoek van Le Soir (2023) kwam voorzitter Raoul Hedebouw, in verhouding tot het electorale gewicht van de partij en de populariteit in peilingen, veel minder vaak aan bod in de dagelijkse pers dan de andere Franstalige partijvoorzitters. Uit onderzoek van de Universiteit Antwerpen in opdracht van de Vlaamse Regulator voor de Media in 2021, bleek dat 3,1% van de vermeldingen van partijen in het VRT-journaal over de PVDA ging, waarmee ze de minst vermelde partij was. In het VTM-nieuws betrof het 6,7%. De spreektijd voor vertegenwoordigers van de partij betrof slechts 0,4% op VRT en 0,7% op VTM. In duidingsprogramma's op VRT ging 5,3% van de vermeldingen over de PVDA en kreeg de partij 2,7% spreektijd.

### Nevenorganisaties
Voor kinderen tot 16 jaar voorziet de PVDA de Pioniers, voor jongeren van 14 tot 18 jaar is er RedFox en voor studenten en jongeren tot 30 jaar is er Comac. De vrouwenbeweging van de partij is actief onder de naam Zelle. Onder de noemer Mix is de partij ook actief in het lgbtq-activisme.

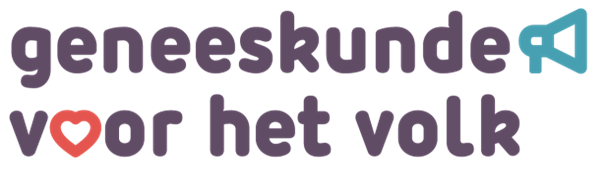
PVDA is initiatiefnemer van Geneeskunde voor het Volk, dat elf praktijken voor eerstelijnszorg organiseert in heel het land.

De partij is initiatiefnemer van Geneeskunde voor het Volk (GVHV), een organisatie die 11 praktijken voor eerstelijnszorg bundelt. De eerste dokterspraktijk opende in 1971 in Hoboken, de laatste toevoeging was de praktijk in La Louvière in 1999. De GVHV-praktijken zijn door het RIZIV erkende wijkgezondheidscentra die forfaitair gefinancierd worden per ingeschreven patiënt en waar de patiënt zelf niets hoeft te betalen. De krant L'Echo omschreef GVHV in 2016 als het "belangrijkste propagandamiddel" van PVDA.

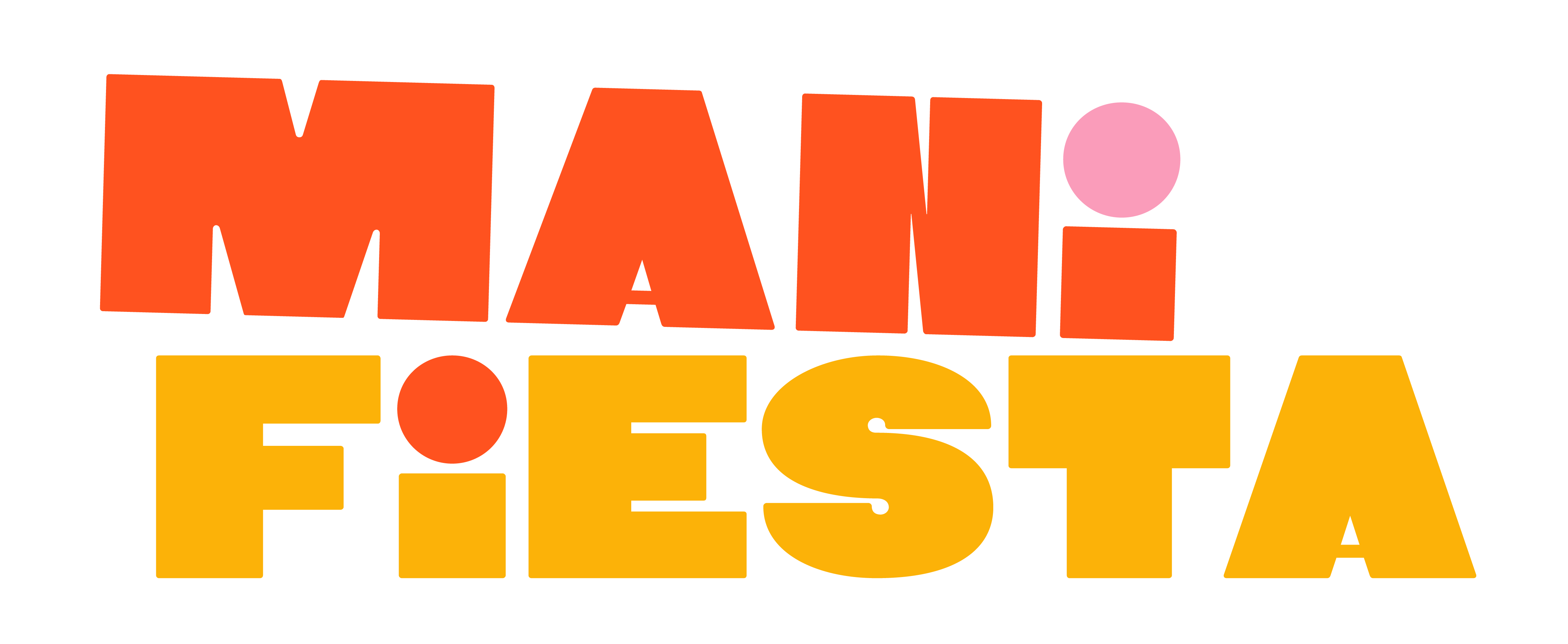
Sinds 2010 organiseren Solidair en Geneeskunde voor het Volk het jaarlijks festival ManiFiesta.

Solidair en Geneeskunde voor het Volk organiseren samen het jaarlijks festival aan zee ManiFiesta, geïnspireerd door festivals als Fête de l'Humanité in Frankrijk en Festa do Avante! in Portugal. De eerste editie vond plaats in 2010 in Bredene. In 2016 trok ManiFiesta 19.000 bezoekers. In 2021 verhuisde het festival naar Oostende. Het festival combineert liveoptredens met politieke debatten, lezingen, kinder- en jongerenactiviteiten, sport, cultuur, dans, een boekenmarkt en gastronomie.

### Internationale banden
De partij zetelt sinds 2019 in de Linkse Fractie in het Europees Parlement - GUE/NGL, waarvan ze daarvoor al drie jaar geassocieerd lid was. In 2025 werd de PVDA lid van de Europese partij Europees Links. Verder onderhoudt ze goede relaties met verschillende socialistische partijen, waaronder met de SP in Nederland.

### Symbolen
In 2015 werd het partijlogo vastgelegd als een "eigenzinnige ster met een pijl naar links". Tijdens de verkiezingscampagne van 2018 werd er een variant in gebruik genomen met een sterretje in een hartje. Op het partijcongres van 2021 werd een aangepast logo voorgesteld, dat nog steeds bestaat uit een hartje met daarin een ster met een lang beentje naar links; sinds 2021 wordt het precieze logo niet langer vastgelegd in de statuten. Rood is de kleur van de PVDA. Het partijlied is De Internationale, een historisch strijdlied uit de arbeidersbeweging.

## Verkiezingsresultaten

### Europese verkiezingen
| Jaar | Stemmen | Percentage | Zetels | Zetels |
| ---- | ------- | ---------- | ------ | ------ |
| 1984 | 43.637  | 0,76%      | 0 / 24 |        |
| 1989 | 29.778  | 0,50%      | 0 / 24 | 0      |
| 1994 | 59.270  | 0,99%      | 0 / 25 | 0      |
| 1999 | 21.966  | 0,35%      | 0 / 25 | 0      |
| 2004 | 44.452  | 0,68%      | 0 / 24 | 0      |
| 2009 | 68.540  | 1,04%      | 0 / 22 | 0      |
| 2014 | 235.092 | 3,51%      | 0 / 21 | 0      |
| 2019 | 566.274 | 8,42%      | 1 / 21 | 1      |
| 2024 | 763.340 | 10,70%     | 2 / 22 | 1      |

### Federale verkiezingen
| Kamer | Kamer   | Kamer      | Kamer    | Kamer  | Senaat | Senaat                              | Senaat                              | Senaat  | Senaat |
| Jaar  | Stemmen | Percentage | Zetels   | Zetels | Jaar   | Stemmen                             | Percentage                          | Zetels  | Zetels |
| ----- | ------- | ---------- | -------- | ------ | ------ | ----------------------------------- | ----------------------------------- | ------- | ------ |
| 1981  | 45.804  | 0,76%      | 0 / 150  |        | 1981   | 49.577                              | 0,83%                               | 0 / 184 |        |
| 1985  | 46.034  | 0,76%      | 0 / 150  | 0      | 1985   | 44.799                              | 0,75%                               | 0 / 184 | 0      |
| 1987  | 45.218  | 0,74%      | 0 / 150  | 0      | 1987   | 43.386                              | 0,71%                               | 0 / 184 | 0      |
| 1991  | 30.491  | 0,49%      | 0 / 150  | 0      | 1991   | 31.754                              | 0,52%                               | 0 / 184 | 0      |
| 1995  | 37.099  | 0,61%      | 0 / 150  | 0      | 1995   | 38.274                              | 0,64%                               | 0 / 73  | 0      |
| 1999  | 33.336  | 0,54%      | 0 / 150  | 0      | 1999   | 35.493                              | 0,57%                               | 0 / 74  | 0      |
| 2003  | 30.884  | 0,47%      | 0 / 150  | 0      | 2003   | 36.303                              | 0,55%                               | 0 / 74  | 0      |
| 2007  | 56.167  | 0,84%      | 0 / 150  | 0      | 2007   | 54.807                              | 0,82%                               | 0 / 74  | 0      |
| 2010  | 101.088 | 1,55%      | 0 / 150  | 0      | 2010   | 105.060                             | 1,62%                               | 0 / 74  | 0      |
| 2014  | 251.276 | 3,72%      | 2 / 150  | 2      | 2014   | Rechtstreekse verkiezing afgeschaft | Rechtstreekse verkiezing afgeschaft | 0 / 60  | 0      |
| 2019  | 584.621 | 8,62%      | 12 / 150 | 10     | 2019   | Rechtstreekse verkiezing afgeschaft | Rechtstreekse verkiezing afgeschaft | 5 / 60  | 5      |
| 2024  | 688.369 | 9,86%      | 15 / 150 | 3      | 2024   | Rechtstreekse verkiezing afgeschaft | Rechtstreekse verkiezing afgeschaft | 6 / 60  | 1      |

### Vlaamse verkiezingen
| Jaar | Stemmen | Percentage | Zetels  | Zetels |
| ---- | ------- | ---------- | ------- | ------ |
| 1995 | 21.785  | 0,58%      | 0 / 124 |        |
| 1999 | 24.162  | 0,61%      | 0 / 124 | 0      |
| 2004 | 22.874  | 0,56%      | 0 / 124 | 0      |
| 2009 | 42.849  | 1,04%      | 0 / 124 | 0      |
| 2014 | 106.114 | 2,53%      | 0 / 124 | 0      |
| 2019 | 225.593 | 5,32%      | 4 / 124 | 4      |
| 2024 | 364.070 | 8,31%      | 9 / 124 | 5      |

### Waalse verkiezingen
| Jaar | Stemmen | Percentage | Zetels  | Zetels |
| ---- | ------- | ---------- | ------- | ------ |
| 1995 | 12.726  | 0,67%      | 0 / 75  |        |
| 1999 | 9.408   | 0,49%      | 0 / 75  | 0      |
| 2004 | 12.216  | 0,62%      | 0 / 75  | 0      |
| 2009 | 24.875  | 1,24%      | 0 / 75  | 0      |
| 2014 | 117.896 | 5,76%      | 2 / 75  | 2      |
| 2019 | 278.343 | 13,68%     | 10 / 75 | 8      |
| 2024 | 250.146 | 12,10%     | 8 / 75  | 2      |

### Brusselse gewestverkiezingen
| Jaar | Stemmen | Percentage | Zetels  | Zetels |
| ---- | ------- | ---------- | ------- | ------ |
| 1995 | 2.052   | 0,50%      | 0 / 75  |        |
| 1999 | 1.760   | 0,41%      | 0 / 75  | 0      |
| 2004 | 2.221   | 0,60%      | 0 / 89  | 0      |
| 2009 | 4.038   | 0,90%      | 0 / 89  | 0      |
| 2014 | 15.782  | 3,86%      | 4 / 89  | 4      |
| 2019 | 55.289  | 12,06%     | 11 / 89 | 7      |
| 2024 | 87.161  | 18,54%     | 16 / 89 | 5      |

### Provincieraadsverkiezingen
| Jaar | Stemmen | Percentage | Zetels   | Zetels |
| ---- | ------- | ---------- | -------- | ------ |
| 1981 | 42.180  | 0,70%      | 0 / 720  |        |
| 1985 | 47.021  | 0,78%      | 1 / 716  | 1      |
| 1991 | 35.164  | 0,56%      | 0 / 716  | 1      |
| 1994 |         | 0,91%      | 0 / 725  | 0      |
| 2000 | 40.555  | 0,69%      | 0 / 738  | 0      |
| 2006 | 47.515  | 0,78%      | 0 / 738  | 0      |
| 2012 | 138.969 | 2,56%      | 4 / 574  | 4      |
| 2018 | 334.050 | 5,38%      | 11 / 383 | 7      |
| 2024 | 367.980 | 7,30%      | 18 / 383 | 7      |

## Politieke mandaten

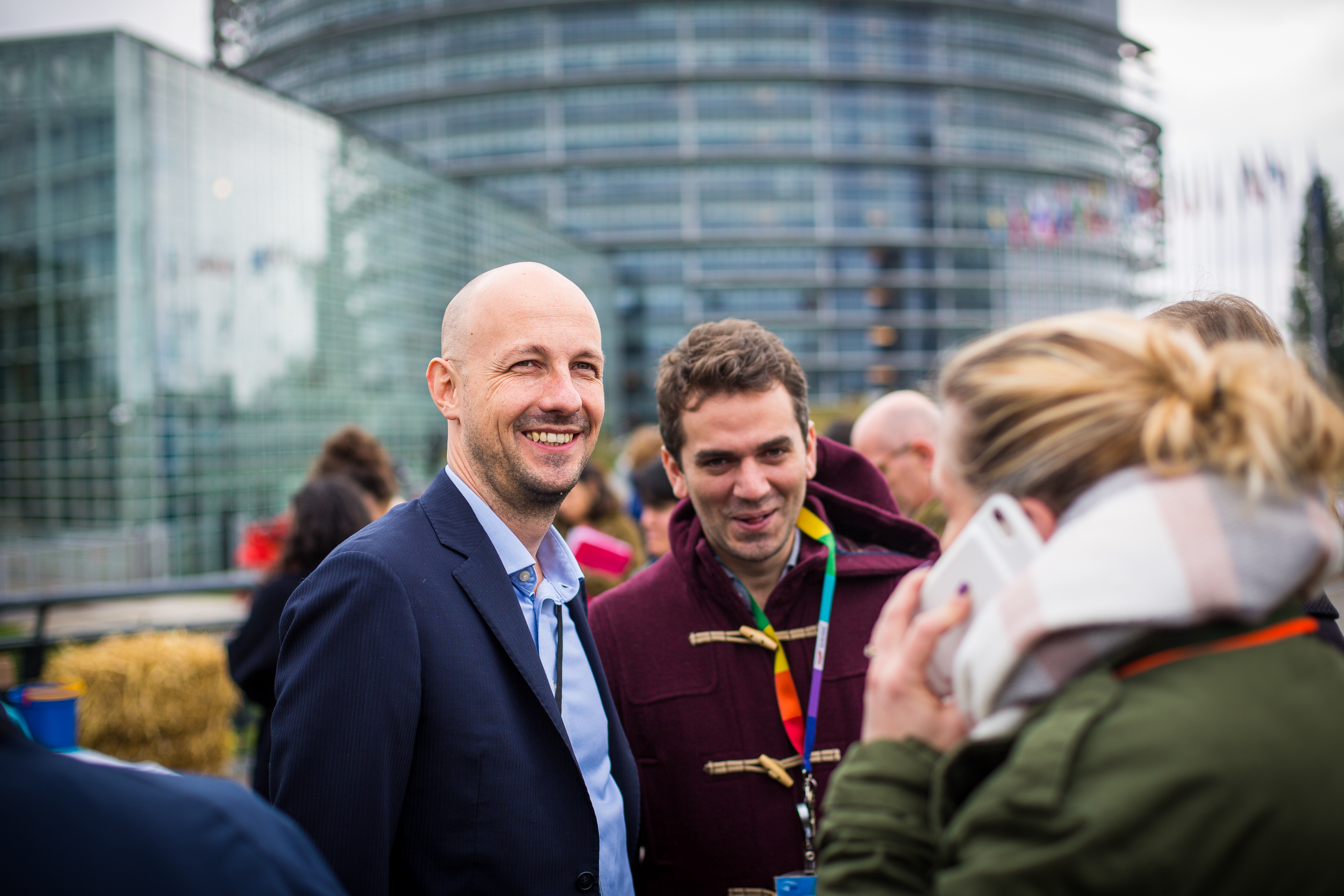
Marc Botenga (links) vertegenwoordigt de PVDA tijdens de 10e zitting (2024–2029) van het Europees Parlement.

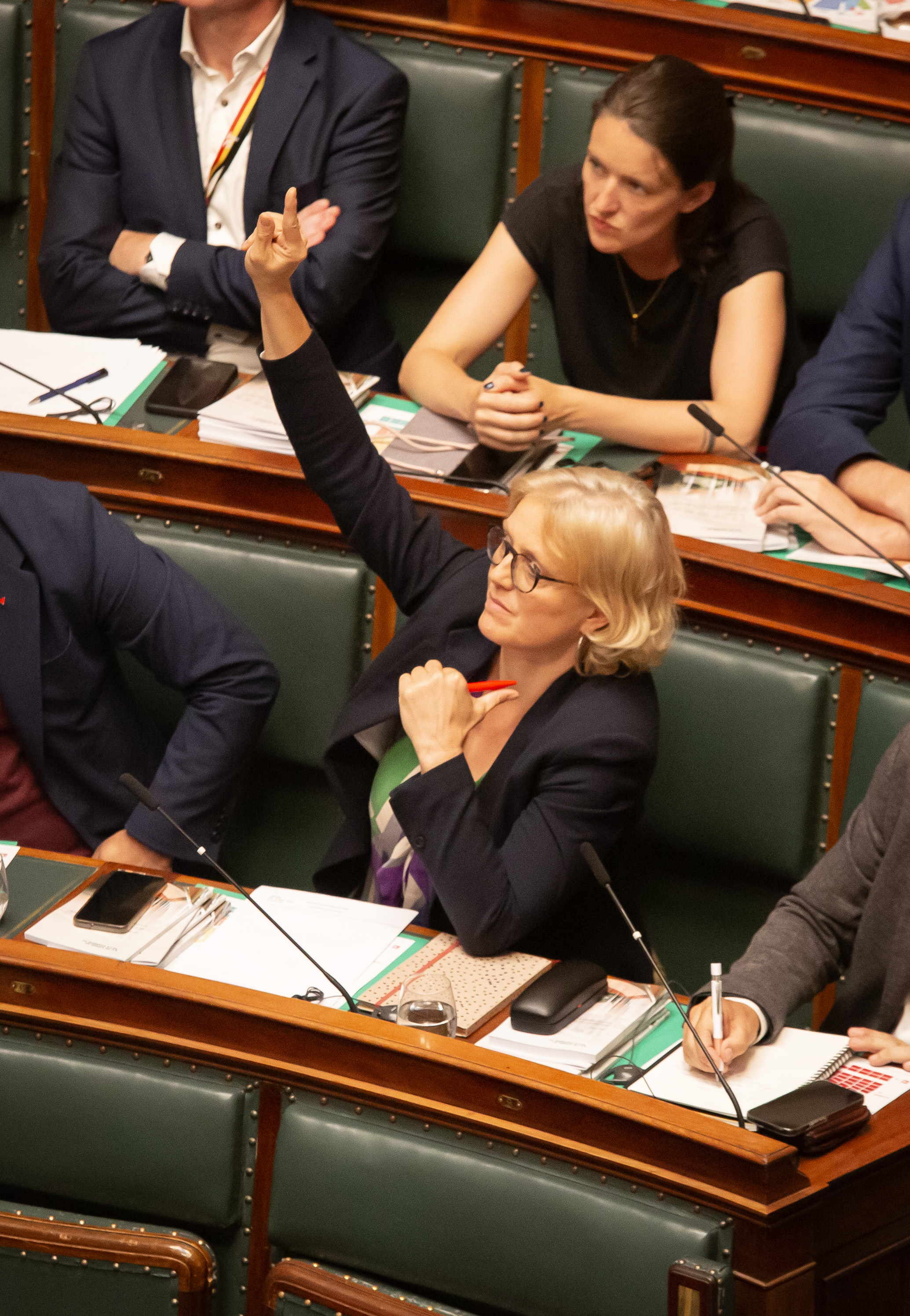
Sofie Merckx zit de Kamerfractie voor sinds 2022.

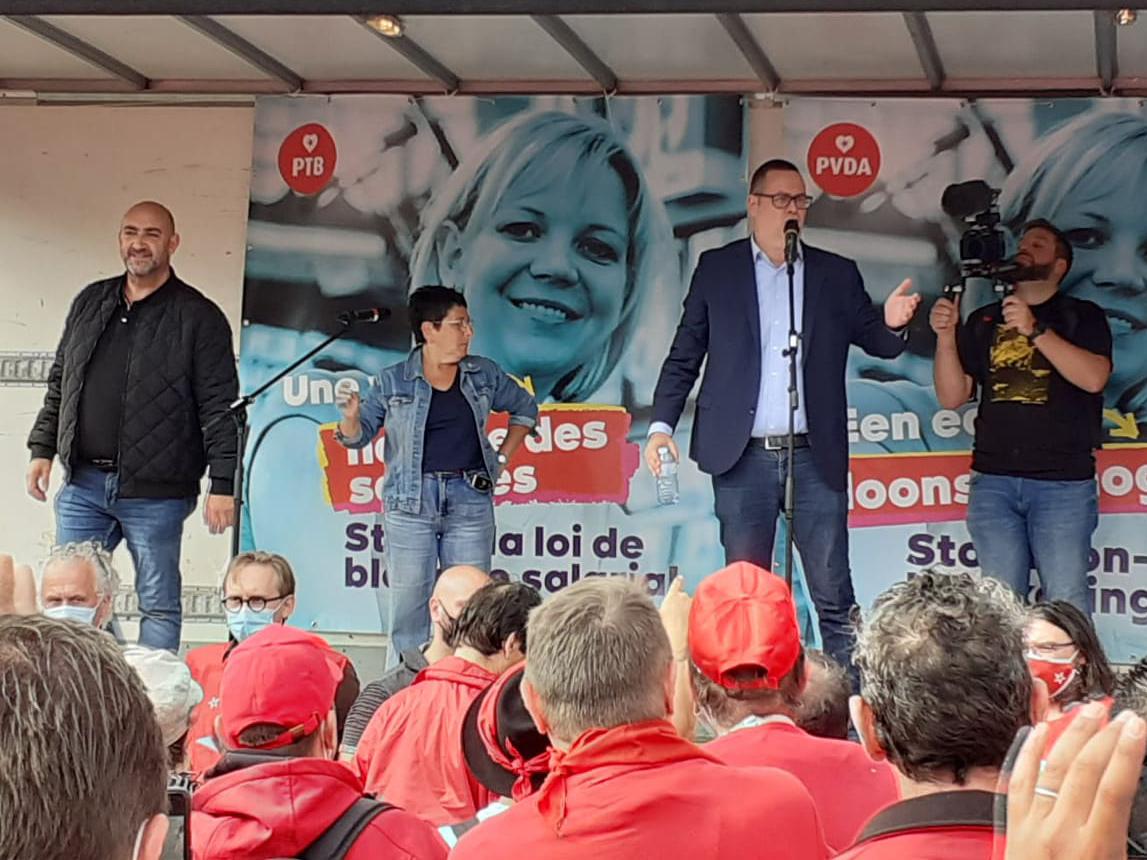
Kamerleden Gaby Colebunders, Nadia Moscufo en Raoul Hedebouw tijdens een betoging in 2021.

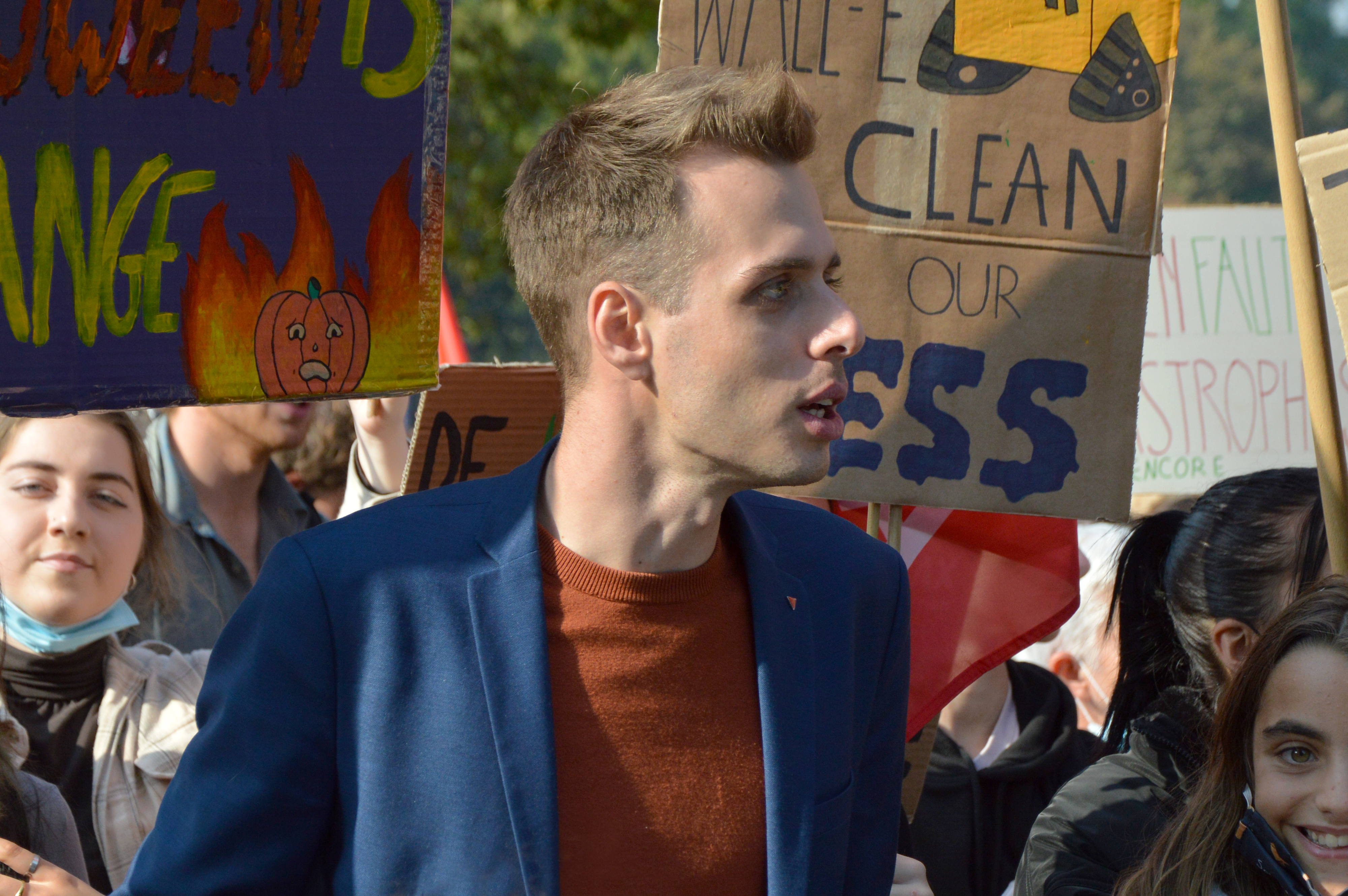
Jos D'Haese leidt sinds 2019 de fractie in het Vlaams Parlement.

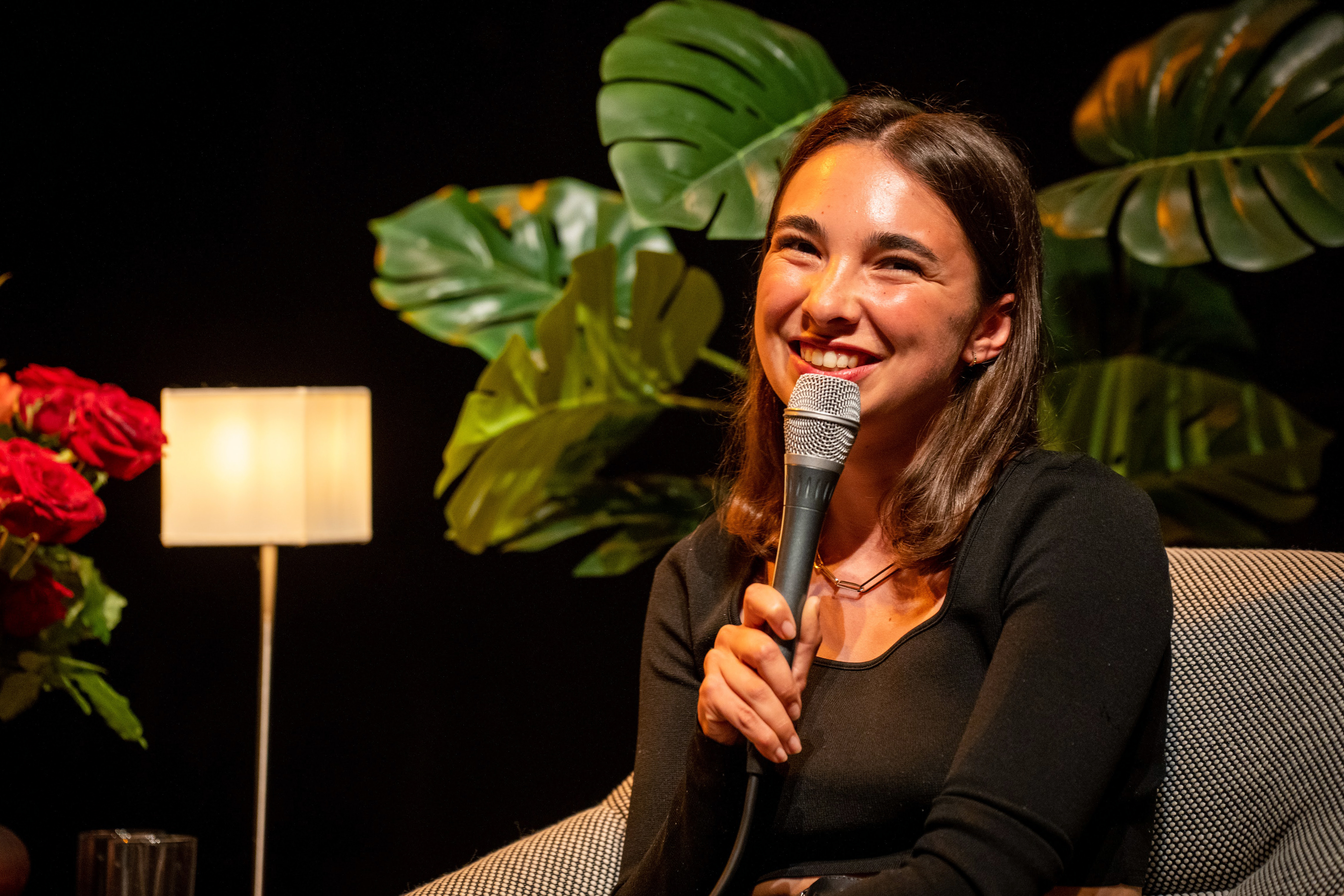
Amina Vandenheuvel werd in 2024, als 22-jarige, verkozen als het op een na jongste Vlaams Parlementslid.

### Europees Parlement
In de periode 2024–2029:
- Marc Botenga (Frans kiescollege)

### Kamer van volksvertegenwoordigers
In de periode 2024–2029:
- Kemal Bilmez (Vlaams-Brabant)
- Nabil Boukili (Brussel-Hoofdstad)
- Roberto D'Amico (Henegouwen)
- Greet Daems (Antwerpen)
- Kim De Witte (Limburg)
- Natalie Eggermont (West-Vlaanderen)
- Raoul Hedebouw (Luik)
- Farah Jacquet (Namen)
- Sofie Merckx (Henegouwen, fractievoorzitter)
- Peter Mertens (Antwerpen)
- Nadia Moscufo (Luik)
- Julien Ribaudo (Brussel-Hoofdstad)
- Robin Tonniau (Oost-Vlaanderen)
- Annik Van den Bosch (Brussel-Hoofdstad)
- Ayse Yigit (Henegouwen)

### Senaat
In de periode 2024-2029:
- Jamila Ammi (door en uit het Waals Parlement)
- Alice Bernard (door en uit het Parlement van de Franse Gemeenschap, fractievoorzitter)
- Debby Burssens (door en uit het Vlaams Parlement)
- Antonio Cocciolo (gecoöpteerd)
- Raf Van Gestel (door en uit het Vlaams Parlement)
- Patricia Van Walle (door en uit het Parlement van de Franse Gemeenschap)

### Vlaams Parlement
In de periode 2024–2029:
- Debby Burssens (Oost-Vlaanderen)
- Jos D'Haese (Antwerpen, fractievoorzitter)
- Line De Witte (Vlaams-Brabant)
- Gaby Colebunders (Limburg)
- Raf Van Gestel (Antwerpen)
- Lise Vandecasteele (Antwerpen)
- Ilona Vandenberghe (West-Vlaanderen)
- Amina Vandenheuvel (Antwerpen)
- Onno Vandewalle (Oost-Vlaanderen)

### Waals Parlement
In de periode 2024–2029:
- Rachida Aït Alouha (Luik)
- Jamila Ammi (Charleroi-Thuin)
- Alice Bernard (Luik)
- Jori Dupont (Doornik-Aat-Moeskroen)
- Julien Liradelfo (Luik)
- Germain Mugemangango (Charleroi-Thuin, fractievoorzitter)
- Amandine Pavet (Charleroi-Thuin)
- Patricia Van Walle (Namen)

### Brussels Hoofdstedelijk Parlement
In de periode 2024–2029:
- Abdourahmane Balde
- Bruno Bauwens
- Jan Busselen
- Francis Dagrin
- Octave Daube
- Françoise De Smedt (fractievoorzitter)
- Mihaela Drozd
- Hanina El Hamamouchi
- Danaé Michaux Maimone
- Petya Obolensky
- Patricia Parga Vega
- Marisol Revelo Paredes
- Oliver Rittweger de Moor
- Mehdi Talbi
- Manon Vidal

### Parlement van de Franse Gemeenschap
In de periode 2024–2029:
- Rachida Aït Alouha (Luik)
- Jamila Ammi (Charleroi-Thuin)
- Bruno Bauwens (Brussel)
- Alice Bernard (Luik)
- Octave Daube (Brussel)
- Jori Dupont (Doornik-Aat-Moeskroen)
- Julien Liradelfo (Luik)
- Germain Mugemangango (Charleroi-Thuin)
- Amandine Pavet (Charleroi-Thuin, fractievoorzitter)
- Marisol Revelo Paredes (Brussel)
- Patricia Van Walle (Namen)
- Manon Vidal (Brussel)

### Provincieraden
In de periode 2024–2030:
- Nathalie Appart (Henegouwen)
- Olivier Bastin (Luik)
- Eline Bouillon (Namen)
- Rosemary Carlos de Oliveira (Luik)
- Giovanni Dell'Aera (Henegouwen)
- Marc Delrez (Luik)
- Régine Gattegno (Namen)
- Valérie Heuchamps (Luik)
- Christian Huberty (Luik)
- Catherine Lacomble (Luik)
- Thomas Lemaire (Henegouwen)
- Savinien Loriers (Waals-Brabant)
- François Maurage (Henegouwen)
- Hervé Noel (Luik)
- Grégory Piron (Luik)
- Rudy Sohier (Antwerpen)
- Leen Swinnen (Antwerpen)
- Frank Wauters (Waals-Brabant)
- Jean-Marc Wéry (Luik)

### Gemeente- en districtsraden
Sinds de Belgische lokale verkiezingen 2024 zetelen er PVDA-verkozenen in onderstaande gemeente- en districtsraden:
- Aalst: 1 zetel
- Aat: 1 zetel
- Anderlecht: 7 zetels
- Antwerpen (stad): 12 zetels
  - District Antwerpen: 7 zetels
  - District Berchem: 3 zetels
  - District Borgerhout: 8 zetels
  - District Borsbeek: 1 zetel
  - District Deurne: 7 zetels
  - District Ekeren: 2 zetels
  - District Hoboken: 7 zetels
  - District Merksem: 4 zetel
  - District Wilrijk: 4 zetels
- Asse: 1 zetel
- Bergen: 4 zetels (1 schepen)
- Binche: 2 zetels
- Boom: 1 zetel
- Brasschaat : 1 zetel
- Brussel-stad: 7 zetels
- Charleroi: 9 zetels
- Châtelet: 4 zetels
- Dilbeek: 1 zetel
- Doornik: 2 zetels
- Elsene: 4 zetels
- Etterbeek: 3 zetels
- Fleurus: 2 zetels
- Geel: 1 zetel
- Genk: 2 zetels
- Gent: 3 zetels
- Halle: 1 zetel
- Hasselt: 2 zetels
- Heist-op-den-Berg: 1 zetel
- Herstal: 11 zetels
- Hoei: 1 zetel
- Jette: 4 zetels
- La Louvière: 8 zetels
- Leuven: 1 zetel
- Luik: 9 zetels
- Mechelen: 3 zetels
- Moeskroen: 8 zetels
- Mortsel: 1 zetel
- Namen: 4 zetels
- Oostende: 1 zetel
- Oupeye: 3 zetels
- Ronse: 2 zetels
- Saint-Nicolas: 5 zetels
- Sambreville: 3 zetels
- Schaarbeek: 6 zetels
- Seraing: 10 zetels
- Sint-Gillis: 9 zetels
- Sint-Jans-Molenbeek: 11 zetels (4 schepenen)
- Sint-Niklaas: 1 zetel
- Tubeke: 2 zetels
- Turnhout: 1 zetel
- Verviers: 5 zetels
- Vilvoorde: 3 zetels
- Vorst: 8 zetels (3 schepenen)
- Zelzate: 5 zetels

## Bekende (ex-)leden
- Geert Asman
- Alice Bernard
- John Beugnies
- Kemal Bilmez
- Giovanni Bordonaro
- Marc Botenga
- Nabil Boukili
- Steven Boers
- Mie Branders
- Robin Bruyère
- Brecht Bruynsteen
- Debby Burssens
- Jan Busselen
- Jan Cap
- Gaby Colebunders
- Jo Cottenier
- Greet Daems
- Francis Dagrin
- Roberto D'Amico
- Dirk De Block
- Caroline De Bock
- Boudewijn Deckers
- Aurélie Decoene
- Anne Delespaul
- Tom De Meester
- Françoise De Smedt
- Filip Desmet
- Maartje De Vries
- Max De Vries
- Steven De Vuyst
- Harrie Dewitte
- Kim De Witte
- Line De Witte
- Jos D'Haese
- Osman Disli
- Jori Dupont
- Natalie Eggermont
- Mathilde El Bakri
- Ruben Garcia Otero
- Jonas Geirnaert
- Claire Geraets
- Frédéric Gillot
- Dirk Goemaere
- Elisa Groppi
- Ahmad Haagiloee
- Robert Halleux
- Youssef Handichi
- Raoul Hedebouw
- Staf Henderickx
- Senne Heremans
- Antoine Hermant
- Kris Hertogen
- Frank Hosteaux
- Farah Jacquet
- Yüksel Kalaz
- Rudi Kennes
- Jean-Pierre Kerckhofs
- Stéphanie Koplowicz
- Leila Lahssaini
- Sophie Lecron
- Laure Lekane
- Aurore Linthout
- Julien Liradelfo
- Frans Lozie
- Jef Maes
- Ludo Martens
- Kris Merckx
- Sofie Merckx
- Peter Mertens
- Nadia Moscufo
- Colette Moulaert
- Germain Mugemangango
- Nicole Naert
- Luc Navet
- Samuel Nemes
- Lydie Neufcourt
- Stany Nimmegeers
- Petya Obolensky
- Zohra Othman
- Amandine Pavet
- Edwin Penninckx
- David Pestieau
- Dirk Ramboer
- Ruben Ramboer
- Rafik Rassâa
- Julien Ribaudo
- Janneke Ronse
- Nadine Rosa-Rosso
- Ben Rottiers[194]
- László Schonbrodt
- Han Soete[195]
- Rosa Terranova
- Lise Thiry
- Robin Tonniau
- Manal Toumi
- Monika Triest
- Dirk Tuypens
- Frans Van Acoleyen
- Luc Vancauwenberge
- Sander Vandecapelle
- Lise Vandecasteele
- Luc Vandenameele
- Ilona Vandenberghe
- Amina Vandenheuvel
- Johan Vandepaer
- Anouk Vandevoorde
- Onno Vandewalle
- Annik Van den Bosch
- Ben Van Duppen
- Dirk Van Duppen
- Raf Van Gestel
- Joris Van Gorp
- Marco Van Hees
- Jouwe Vanhoutteghem
- Stan Vanhulle
- Patricia Van Muylder
- Alexander Van Ransbeeck
- Tine Van Rompuy
- Patricia Van Walle
- Peter Vanderleyden
- Michaël Verbauwhede
- Maria Vindevoghel
- Thierry Warmoes
- Ruddy Warnier
- Chris Wauman
- Sonja Welvaert
- Ayse Yigit